# Mercè Rodoreda i Gurguí
  Mercè Rodoreda i Gurguí    (Barcelona, 10 d'octubre de 1908 - Girona, 13 d'abril de 1983) fou una escriptora catalana, considerada l'escriptora de llengua catalana contemporània més influent, tal com ho testifiquen les referències d'altres autors a la seva obra i la repercussió internacional, amb traduccions a més de quaranta llengües. Va rebre, entre altres guardons, el Premi d'Honor de les Lletres Catalanes de 1980.
La seva producció comprèn tots els gèneres literaris; Rodoreda conreà tant la poesia com el teatre o el conte, tot i que destacà especialment en la novel·la. Pòstumament, se'n descobrí el vessant més pictòric, que sovint havia quedat en segon terme per la importància que Rodoreda donava a la pròpia escriptura:
| «                                         | Escric perquè m'agrada escriure. Si no em semblés exagerat diria que escric per agradar-me a mi. Si de retop el que escric agrada als altres, millor. Potser és més profund. Potser escric per afirmar-me. Per sentir que sóc... I acabo. He parlat de mi i de coses essencials en la meva vida, amb una certa manca de mesura. I la desmesura sempre m'ha fet molta por. | » |
| — Mercè Rodoreda, Pròleg a Mirall Trencat | |   |

## Biografia

### Infància (1908-1921)
Mercè Rosa Rodoreda i Gurguí nasqué el 10 d'octubre de 1908 en una petita torre amb jardí del carrer de Sant Antoni, actualment carrer de Manuel Angelon, al barri de Sant Gervasi de Cassoles, Barcelona. Fou l'única filla d'Andreu Rodoreda i Sallent, comptable d'una armeria, i Montserrat Gurguí i Guàrdia. Tots dos eren grans amants de la literatura i el teatre i, de fet, havien assistit a classes de declamació a l'Escola d'Art Dramàtic, que posteriorment esdevindria l'Institut del Teatre, impartides per Adrià Gual. La seva mare també tenia un gran interès per la música.
Rodoreda només cursà l'educació primària durant dos anys, de 1915 fins a 1917 a l'Escola Lurdes del barri de Sant Gervasi de Cassoles i de 1917 fins a 1920 al centre Nuestra Señora de Lourdes que era més proper a casa seva, al carrer de Pàdua, a l'altura del carrer de Vallirana. Després va anar a una acadèmia on estudià només francès i aritmètica comercial.
L'avi matern, Pere Gurguí, era un admirador de Jacint Verdaguer —de qui havia estat amic— i havia col·laborat com a redactor a les revistes La Renaixensa i L'Arc de Sant Martí. L'any 1910, Pere Gurguí feu aixecar un monument en memòria de Jacint Verdaguer al jardí de casa que duia un gravat amb el títol de les dues obres més importants de l'autor, Canigó i L'Atlàntida; aquell indret es convertí en l'espai de festes i reunions de la família. La figura de l'avi la marcà intensament i l'arribà a considerar el seu mestre. Gurguí li inculcà un profund sentiment catalanista, i un amor a la llengua catalana i a les flors que quedaren ben reflectits al llarg de tota l'obra de Mercè Rodoreda.
| «                                      | Recordo la sensació d'estar a casa quan, abocada a la barana del terrat, veia caure damunt la gespa i les hortènsies les flors blaves de la xicranda. No sabré explicar-ho mai; mai no m'he sentit tan a casa com quan vivia a casa del meu avi amb els meus pares. | » |
| — Mercè Rodoreda, Imatges d'infantesa. | |   |

El 18 de maig de 1913, amb només cinc anys, actuà per primer cop en una obra de teatre amb el paper de la nena Kitty de l'obra El misteriós Jimmy Samson, al Teatre Torrent de les Flors. Anys més tard, aquest personatge fou, en certa manera, recuperat per al conte El bany, dins l'obra Vint-i-dos contes.
Durant la seva infància llegí sobretot els autors catalans clàssics i moderns, com Jacint Verdaguer, Ramon Llull, Joan Maragall, Sagarra i Josep Carner, entre d'altres, segurament influïda per l'ambient bohemi que es respirava a la casa familiar.
El 30 de maig de 1920 participà en el drama Quince días de reinado a l'Escola Lurdes. En el mateix acte també hi recità el poema en català La negra.
El 1921, el seu oncle Joan s'instal·là a casa de la família i els canvià l'estil de vida tot imposant-hi austeritat i ordre convencional. Mercè Rodoreda el tenia idealitzat arran de les cartes que n'havia rebut anteriorment i acabà casant-s'hi el 10 d'octubre de 1928, el dia del seu vintè aniversari, a l'església de la Bonanova. Ell tenia catorze anys més que ella i, a causa del grau de consanguinitat, necessitaren la dispensa papal.

### Joventut (1929-1938)
Després del casament, el matrimoni anà a París de viatge de nuvis, i després s'instal·là en una casa del carrer de Saragossa. El seu marit havia estat a l'Argentina de ben jove i n'havia tornat amb una petita fortuna.
El 23 de juliol de 1929 nasqué el seu únic fill, Jordi Gurguí i Rodoreda. A partir d'aquest moment, Mercè Rodoreda començà a fer proves literàries, per a aconseguir alliberar-se de la dependència econòmica i social que li comportava la monòtona vida de casada. Fou així que començà a concebre l'escriptura com un ofici. Cada dia es tancava durant una estona en un colomar blau que hi havia a la casa materna de Manuel Angelon, que possiblement després li serví d'inspiració per a incloure a La plaça del Diamant el colomar. Durant aquell temps, escriu versos, una comèdia teatral (que roman desapareguda) i una novel·la. Entretant, fou proclamada la Segona República.

#### Segona República
El 1931 Mercè Rodoreda començà a rebre classes al Liceu Dalmau, on millorà el seu coneixement de la llengua sota la guia del pedagog, lingüista i esperantista Delfí Dalmau i Gener, que la influí enormement i l'estimulà a formar-se, i amb qui sorgí un vincle d'amistat. Mercè Rodoreda ensenyava el que escrivia a Dalmau, i ell l'animà a fer públics aquests primers textos. Segons Dalmau, Mercè Rodoreda era una alumna excepcional, que posseïa una plenitud espiritual i una prometedora ànima de literata. Aquesta admiració cap a Mercè Rodoreda portà Dalmau a demanar-li que fos una de les contraparts a la seva obra Polèmica, una apologia del català i de l'esperanto; ella respongué afirmativament i la peça es publicà l'any 1934. Segons reconegué el mestre Delfí Dalmau, aquesta obra també havia estat influïda per les observacions de Rodoreda.
L'any 1932 es publicà la primera novel·la de Mercè Rodoreda a l'editorial Catalònia titulada Sóc una dona honrada? i també, alguns contes per a diversos diaris. L'obra passà quasi desapercebuda fins que optà al Premi Crexells de l'any 1933, encara que el guanyador d'aquell any fou Carles Soldevila. També en aquest any de 1932, el 20 d'octubre, publicà una entrevista a l'actriu Maria Vila a la revista Mirador.
L'1 d'octubre de 1933 inicià la seva carrera periodística a la revista setmanal Clarisme on publicà vint-i-quatre contribucions: cinc proses sobre cultura tradicional, tretze entrevistes, dues ressenyes, un conte i tres comentaris de temàtica politicocultural, musical i cinematogràfic. Aquell mateix any, entrà a formar part de l'Associació de la Premsa de Barcelona, fet que posava en evidència la intenció de formalitzar la col·laboració amb la tasca periodística.
A la primavera de 1934 Mercè Rodoreda publica la seva segona obra, Del que hom no pot fugir, en les edicions de la revista Clarisme. En el maig d'aquell mateix any, guanyà el Premi del Casino Independent dels Jocs Florals de Lleida amb el conte «La sireneta i el delfí», actualment perdut.
Després d'escriure aquesta segona obra, Joan Puig i Ferreter, director d'Edicions Proa, la visità i s'interessà per publicar-li la seva pròxima obra: Un dia en la vida d'un home, publicada a la tardor d'aquell mateix any a Proa. Rodoreda començà a introduir-se al món literari gràcies a l'ajuda del mateix Puig i Ferreter, que li obrí les portes d'El Club dels Novel·listes, format per autors com Armand Obiols, Francesc Trabal o Joan Oliver, que també eren antics membres de La Colla de Sabadell. En aquell temps, s'endinsà en la lectura de les novel·les de Fiódor Dostoievski.
De 1935 fins a 1939 publicà un total de setze contes per a la quitxalla al diari La Publicitat, en una secció anomenada Una estona amb els infants. Cal destacar El noiet i la casona dedicat al seu fill, i també La fulla, que dedicà a Josep Carner. A més a més, ho compaginava amb la publicació de contes en els mitjans de premsa en català capdavanters com La Revista, La Veu de Catalunya i Mirador, entre d'altres.
L'any 1936 publicà la quarta novel·la, Crim. Posteriorment, Rodoreda rebutjaria aquesta novel·la, juntament amb les tres anteriors, en considerar-les producte de la inexperiència.

#### Guerra Civil
De l'any 1937 ençà, Rodoreda ocupà el càrrec de correctora de català en el Comissariat de propaganda de la Generalitat. En aquest ambient conegué escriptores de l'època com Aurora Bertrana, Maria Teresa Vernet, i establí llaços d'amistat amb Susina Amat, Julieta Franquesa, Anna Murià i Carme Manrubia.
El Premi Joan Crexells de narrativa de l'any 1937 s'atorgà a Mercè Rodoreda per la seva obra Aloma. Aquest mateix any, se separà del seu marit Joan Gurguí, després d'uns nou anys de matrimoni i amb un fill en comú. El seu suposat amant, Andreu Nin i Pérez, fou detingut el dia 16 de juny davant de la seu del seu partit a La Rambla de Barcelona, on dies més tard fou torturat i assassinat per agents de la policia soviètica per ordre del general Aleksandr Orlov, a la presó d'Alcalá de Henares.
L'any 1938, fou publicada per la Institució de les Lletres Catalanes la cinquena novel·la de Mercè Rodoreda titulada Aloma. Aquesta fou la primera obra que Rodoreda acceptà com a seva, encara que posteriorment la reformà i publicà de nou. El mateix any, en representació del PEN Club de Catalunya, viatjà juntament amb l'escriptor català Francesc Trabal, i llegí una benvinguda escrita per Carles Riba al congrés internacional del PEN club a Praga.

### Exili (1939-1972)
El 23 de gener de 1939, pocs dies abans de la desfeta dels republicans, Mercè Rodoreda fugí a l'exili. Pensant-se que la separació seria breu, deixà el fill amb la seva mare. Encara que Mercè Rodoreda no havia participat mai en política, partí per consell de la seva mare, que temia problemes a causa de les activitats de col·laboració amb publicacions en català i algunes revistes d'esquerres durant els anys anteriors. Juntament amb altres intel·lectuals de l'època, anà de Barcelona a Girona amb un bibliobús propietat de la Conselleria de Cultura de la Generalitat de Catalunya, després seguí el camí pel Mas Perxés, al municipi d'Agullana, fins a travessar la frontera administrativa pel Pertús i entrà a Catalunya del Nord el 30 de gener. Després de pernoctar al Voló, es dirigiren a Perpinyà; allí hi passaren tres dies i a continuació viatjaren fins a Tolosa de Llenguadoc amb tren.
| «                                                                               | S'acabà la guerra, i vam haver de sortir d'Espanya. Jo, no per res, perquè jo no havia fet mai política, però el fet d'haver escrit en català, i per haver col·laborat en revistes, diguem-ne d'esquerres, etcètera, etcètera. I aconsellada per la meva mare, car me'n vaig anar pensant que al pas de tres, quatre o cinc mesos tornaria a casa meva, però després es va anar eternitzant. | » |
| — [Traduït i adaptat del castellà] Mercè Rodoreda a l'entrevista A fondo (1981) | |   |

Mercè Rodoreda va partir l’exili i en les seves obres es pot percebre l’estela d’aquesta vivència, a l’obra «Orleans, 3 quilòmetres» (1958), L’autora, empra la ficció extreta de la realitat, per testimoniar l’experiència angoixant de l’exili, narra la història d’una parella d’exiliats que fugen dels nazis i es dirigeixen cap a Orleans. En l’obra es pot percebre la por «Bombes d'avió. La casa trontollà i la finestra, oberta, va tancar-se amb un cop sec. Se sentí trencadissa de vidres.» (1979: 289), la fatiga, la tristor «tothom caminava a poc a poc, sense esma. Tothom caminava sense saber perquè» (1979: 286) i l’enyorança de la llar «Entre una espessor d'arbres es veia una casa. Una casa fora poble, aïllada, voltada d'una gran extensió de terreny llis com el palmell de la mà. Al davant tenia un jardí ple de tulipes, i de rosers amb les darreres roses del mes de juny.» (Rodoreda, 1979: 287)

#### Roissy-en-Brie
Arribà a la capital francesa a la fi de febrer i a principi d'abril es traslladà a Roissy-en-Brie, una localitat propera a l'est de la capital. S'instal·là al castell de Roissy-en-Brie, construcció del segle xviii, que s'oferia a refugiar escriptors. Compartí casa durant mesos amb altres intel·lectuals com ara Anna Murià, Cèsar August Jordana, Armand Obiols, Francesc Trabal i Carles Riba.
A Roissy-en-Brie hi sorgiren diverses relacions amoroses; una d'elles fou entre Mercè Rodoreda i Joan Prat i Esteve, més conegut amb el pseudònim d'Armand Obiols. El problema al castell sorgí perquè Armand Obiols estava casat amb la germana de Francesc Trabal i tenien un fill, que havia restat a Barcelona juntament amb la seva mare. A més a més, la sogra d'Armand Obiols havia viatjat amb Trabal fins a Roissy-en-Brie juntament amb altres membres de la família Trabal. En conseqüència, aquest adulteri dividí els exiliats catalans en dos bàndols contraposats. Segons Anna Murià, en Francesc Trabal s'hi oposava no solament per la seva germana sinó per gelosia, ja que hauria mantingut una relació amb Mercè Rodoreda en secret a Barcelona que només coneixien ells dos i la seva confident. Rodoreda d'això en volgué escriure un llibre titulat La novel·la de Roissy, tanmateix, no es decidí a fer-ho mai.
L'ambient d'estabilitat que oferia el castell fou pertorbat per l'inici de la Segona Guerra Mundial. En aquell moment alguns decidiren fugir cap a països d'Hispanoamèrica i d'altres preferiren restar a França; aquest darrer destí fou l'escollit per Rodoreda i Obiols. En conseqüència, es traslladaren a la casa Villa Rosset, a la perifèria de la vila.

##### Fugida dels nazis

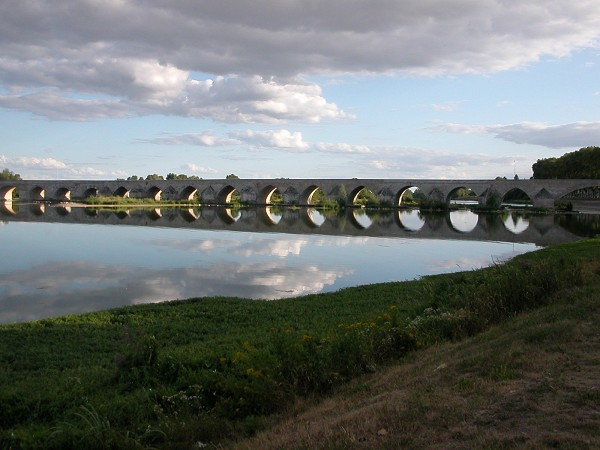
El pont de Beaugency, per on Rodoreda travessà el riu Loira.

Mercè Rodoreda, juntament amb altres escriptors que encara es refugiaven a França, hagué de fugir de París a mitjan juny de 1940 per l'avenç dels soldats alemanys que anaven en direcció a Orleans per la via d'Artenay. Josep Maria Sbert pogué aconseguir una camioneta per a fugir de França; tanmateix, l'endemà fou requisada per les tropes franceses. Després d'un intent fracassat d'agafar el tren, hagueren de fugir a peu cap al sud. L'objectiu era travessar el riu Loira per poder entrar a la zona no ocupada, però poc abans d'arribar a Orleans se la trobaren en flames i no restava cap pont dempeus en aquell tram del riu Loira; en conseqüència, es desviaren de la ruta fixada.
| «                                                                               | Llavors, iniciàrem la retirada a peu durant tres setmanes. Unes tres setmanes fugint dels nazis i caminant per les carreteres franceses […] Passàrem per un pont a Beaugency que l'estaven minant els artillers francesos. Era una tarda amb un cel molt fosc i molt baix. Començaren a bombardejar el pont, els alemanys, amb uns estukes que feien por; i es veien el rosaris de bombes com queien i explotaven allà prop. […] Hi havia morts a sobre el pont. Una cosa terrible! Llavors, ens dirigírem a Orleans, pensant que podríem allà descansar un dia o dos, però quan arribàrem a les vistes d'Orleans... Orleans estava en flames, perquè acabaven de bombardejar-la. Fou llavors quan dormirem en una casa de camp que feia olor de carn feta malbé i a vi agre, perquè es veu que havia passat molta gent per aquella casa; i dormírem allà tota la nit veient des de les finestres Orleans cremant. | » |
| — [Traduït i adaptat del castellà] Mercè Rodoreda a l'entrevista A fondo (1981) | |   |

Durant dotze dies es resguardaren en una granja fins a la signatura de l'armistici del 22 de juny de 1940, després d'haver travessat el riu Loira per la localitat de Meung-sur-Loire que estava del tot destruïda. D'allí viatjaren encara més al sud fins a establir-se aquest cop a Llemotges.

#### Llemotges-Bordeus
A Llemotges s'instal·là en una habitació al número 12 del carrer des Filles-Notre-Dame. Foren uns anys durs per a l'autora, car el 5 de juny de 1941 el seu company sentimental Armand Obiols fou detingut, i restà sola fins a l'octubre d'aquell mateix any. Durant aquell temps, Armand Obiols hagué de fer treballs forçats a Saillat-sur-Vienne en una pedrera. Tanmateix, diverses gestions de Rodoreda aconseguiren que fos destinat a Bordeus. Quan Obiols ja estigué en unes millors condicions de vida a Bordeus, Rodoreda s'involucrà en un cercle d'estudi dedicat a la lectura i l'aprenentatge de l'anglès.
Durant els mesos posteriors, la relació entre Mercè Rodoreda i Armand Obiols fou sobretot a distància, i només esporàdicament es pogueren veure en persona. No fou fins a final d'agost de 1943, que Rodoreda es traslladà al número 43 del carrer Chauffour de Bordeus on es retrobà amb l'amant. A Bordeus hi visqué moments molt durs i cosia, segons paraules seves, «fins a l'embrutiment» en un magatzem durant gran part del dia, una feina que no li deixava temps per a escriure.
| «                                                                                     | He fet bruses de confecció a nou francs i he passat molta gana. He conegut gent molt interessant i l'abric que duc és herència d'una russa jueva que es va suïcidar amb veronal. A Llemotges van quedar-se'm un ovari però el que no deixaré a França serà ni la meva energia ni la meva joventut, fins a cinquanta anys penso conservar un cert genre fregat […] I, sobretot, vull escriure, necessito escriure; res no m'ha fet tant de plaer d'ençà que sóc al món, com un llibre meu acabat d'editar i amb olor de tinta fresca. Em sap greu no haver vingut amb vosaltres, m'hauria sentit més acompanyada, hauria treballat, em requen tots aquests anys inútils, desmoralitzadors, però me'n venjaré. Els faré útils, estimulants que els meus enemics tremolin. A la més petita ocasió tornaré a fer una entrada de cavall sicilià. No hi haurà qui m'aturi. | » |
| — Mercè Rodoreda, Extracte de la Carta a Anna Murià (Bordeus, 19 de desembre de 1945) | |   |

#### París
El retorn a París tingué lloc el setembre de 1946 quan Rodoreda i Armand Obiols es traslladaren a la casa de Rafael Tasis i Marca a l'exili, que es trobava al número 9 al carrer Coëtlogon. Poc temps després, la parella es traslladà a la sisena planta del número 21 del carrer de Cherche-Midi, a la zona residencial de Saint-Germain-des-Prés, que era un lloc de reunió per a molts intel·lectuals del moment. Aquesta fou la seva llar durant vuit anys i, de fet, no se'n deslligà totalment fins a l'any 1977.
A principis de 1947, pogué deixar la feina de cosidora per passar a treballar un altre cop com a col·laboradora a la Revista de Catalunya. A banda de publicar durant aquell any narracions a les diverses edicions de la revista, també en pogué publicar algunes a Xile i Mèxic.
De 1947 fins a l'any 1953, Mercè Rodoreda no pogué cultivar una literatura de gran extensió perquè just a l'any 1945 havia començat a patir problemes de salut, juntament amb la reaparició d'una paràlisi somàtica al braç dret. Per aquesta raó, intensificà la creació poètica i trobà en Josep Carner el seu mestre, amb qui mantingué una estreta relació per correspondència. L'any 1952, començà una teràpia de recuperació al balneari de Châtel-Guyon. Durant els anys que estigué a París també començà dues novel·les que no acabà.
L'any 1947, als Jocs Florals de la Llengua Catalana celebrats a Londres, guanyà la seva primera Flor Natural amb sis sonets: Rosa, Amor novell, Adam a Eva, Ocell i dos sonets més sense títol. Amb el poema Món d'Ulisses, Rodoreda s'alçà per segon cop amb la Flor Natural dels Jocs Florals de 1948 a París, poema que fou publicat a la revista La Nostra Revista aquell mateix any. Albes i nits li donà la tercera victòria en el certamen dels Jocs Florals i, en conseqüència, fou nomenada «Mestre en Gai Saber» a Montevideo el 1949. Aquell mateix any visità Barcelona per primer cop després de l'exili.
L'any 1951, s'acostà també a la pintura, interessada sobretot per pintors com ara Pablo Picasso, Paul Klee i Joan Miró, i feu algunes creacions pròpies. En una carta a Armand Obiols de l'any 1954 explica que ja té un «estil i un món» en la pintura, tanmateix, reconeix que el seu lloc es troba en l'escriptura. D'altra banda, Armand Obiols, començà a treballar com a traductor per a la UNESCO gràcies a Quiroga Plá, i dos anys més tard, l'any 1953, es traslladà definitivament a Ginebra.

#### Ginebra
L'any 1954, Mercè Rodoreda i Armand Obiols es traslladaren a un apartament al número 19 del carrer de Violet, en un barri burgès de la ciutat de Ginebra. En aquesta ciutat, sempre s'hi sentí exiliada i, fins i tot, reconegué que Ginebra «és una ciutat molt avorrida, apta per escriure». Poc després, Obiols s'hagué de traslladar a Viena per qüestions de feina. Aquell mateix any, Rodoreda feu un viatge a Barcelona per a assistir al casament del seu únic fill, Jordi Gurguí i Rodoreda.
| «                                                                        | Visc en un estudi molt bonic, damunt d'un parc, amb una casa de set pisos al davant, però bastant lluny. Per un costat un tros de llac, i per l'altre, el Salève. Vista des de la meva terrassa, és una muntanya bastant lletja, perquè té molts trossos pelats i sembla que estigui malalta. Quan el dia és clar, veig l'acabament del Mont Blanc. | » |
| — Mercè Rodoreda, Entrevista per Baltasar Porcel a Mercè Rodoreda (1972) | |   |

L'any 1956, guanyà el Premi d'Assaig Joan Maragall amb Tres sonets i una cançó que serà publicat al suplement literari la Gaseta de Lletres de La Nova Revista (1955-1958). Així mateix, fou premiada amb el Premi Joan Santamaria pel seu conte Carnaval que li fou entregat a Barcelona el mateix any.
El 1958 es publica el recull de contes escrits sota el nom de Vint-i-dos contes que, un any abans, havia rebut el prestigiós Premi Víctor Català. Alguns d'aquests contes havien estat ja publicats a Mèxic durant l'exili a França, mentre que d'altres eren inèdits. Segons confessà l'autora, aquest llibre provenia d'una crisi de tècniques que comportà un desigual nivell literari entre els diversos contes, malgrat que els lligava una unitat temàtica.
Segons unes anotacions inèdites que parlen de Ginebra, Rodoreda ens revela que durant aquells anys es veié amb escriptors com ara Eugeni Xammar, Julio Cortázar i la seva muller, i Jorge Semprún.
Durant la llarga estada a Ginebra, es creà un primer jardí que més endavant repetiria a Romanyà de la Selva. El gran volum de flors que l'envoltaven li serví d'inspiració per començar a retratar les flors que acabarien conformant Flors de debò dins de Viatges i Flors, juntament amb els viatges que redactaria a Romanyà; tanmateix, aquest llibre no fou publicat fins a l'any 1980.
La perla del Llac fou el títol d'una novel·la potencial de l'autora que quedà incompleta, i resta a l'arxiu de l'Institut d'Estudis Catalans. El títol és el nom d'un restaurant a la riba del Llac Léman en un racó de Ginebra que Mercè Rodoreda freqüentava. Era un emplaçament prop de l'edifici de les Nacions Unides on l'autora menjava habitualment, i d'on ella gaudia d'una gran vista en el menjador dels pisos superiors. Segons ens descriu al pròleg de Mirall trencat, els ulls de la protagonista Teresa Goday de Valldaura eren els mateixos que la dama del Léman.
En el 1958, presentà Una mica d'història al Premi Joanot Martorell, encara que no guanyà sinó que ho feu Ricard Salvat amb Animals destructors de lleis; emperò, aquesta novel·la fou publicada l'any 1967 aquest cop amb el títol de Jardí vora el mar. També escrigué el conte Rom Negrita per al volum Els 7 pecats capitals vistos per 21 contistes, encara que després formaria part del volum Semblava de seda i altres contes. Del 1958 endavant, i sense trencar amb Rodoreda, Armand Obiols mantindrà una relació sentimental amb una dona a Ginebra fins a la seva mort.
L'any 1959, començà a escriure la novel·la possiblement més coneguda de la seva carrera sota el nom de la Colometa, encara que l'any 1962 seria publicada amb el nom de La plaça del Diamant per El Club dels Novel·listes. El 1960, l'havia presentat al Premi Sant Jordi de novel·la, anteriorment conegut sota el nom de Premi Joanot Martorell, tanmateix, no guanyà sinó que s'alçà amb el premi Enric Massó i Urgellès amb la seva novel·la Viure no és fàcil. Joan Fuster l'envià igualment a El Club dels Novel·listes, que en aquell moment era dirigit per Joan Sales. Sales quedà encisat per la novel·la i començà a mantenir contacte per correspondència amb Mercè Rodoreda. A partir d'aquest moment, trobà en el Club Editor, en què Sales era cofundador, un espai on bolcar la seva obra literària. Quan fou publicada l'any seixanta-dos, la novel·la no era exactament la que havia presentat al premi Sant Jordi, sinó que havia rebut una ampliació tant en capítols com en correccions de Sales, d'Obiols i de la mateixa autora.
| «                                                             | Explicar la gènesi de La plaça del Diamant potser seria interessant, però ¿és que es pot explicar com es forma una novel·la, quins impulsos la provoquen, quina voluntat tan forta aconsegueix que es continuï, que s'hagi d'acabar amb lluita el que s'ha començat fàcilment? ¿Dir que la vaig anar rumiant a Ginebra tot mirant la muntanya del Salève o tot passejant per la Perla del Llac, bastaria? […] La vaig escriure febrosament, com si cada dia de treball fos el darrer de la meva vida. Treballava encegada; corregia a la tarda el que havia escrit al matí, procurant que, malgrat les presses amb què escrivia, el cavall no se'm desboqués, aguantant bé les regnes perquè no es desviés del camí. […] fou una època d'una gran tensió nerviosa, que em va deixar mig malalta. | » |
| — Mercè Rodoreda, Pròleg de La plaça del Diamant (26a edició) | |   |

L'any 1961 envià al mateix premi una altra obra seva, La mort i la primavera, que tampoc guanyà sinó que fou Josep Maria Espinàs amb L'últim replà qui sortí victoriós.
L'any 1965, Rodoreda feu els primers passos en la publicació de les seves Obres Completes després d'una petició de Joaquim Molas per dur-ho a terme, no obstant això, no serien publicades a Edicions 62 fins a l'any 1977. L'obra no inclogué cap de les seves primeres quatre obres (Sóc una dona honrada?, Del que hom no pot fugir, Un dia de la vida d'un home i Crim) perquè considerava que eren fruit de la seva inexperiència i acceptà reescriure Aloma per adequar-la al nivell de la seva obra actual; i que seria reeditada l'any 1969.
L'any 1966, morí la seva mare, Montserrat Gurguí; i tres anys més tard, el seu oncle-marit, Joan Gurguí. Fruit de la mort del seu marit, es desballestà la relació entre mare-fill per problemes amb el repartiment de l'herència. Tanmateix, el 1966 fou l'any en què es publicà El carrer de les Camèlies que rebé el Premi Sant Jordi sense que ella hi hagués presentat candidatura; aquest fet esdevingué perquè la direcció decidí premiar una obra ja publicada. Amb aquesta mateixa novel·la rebé també el Premi Crítica Serra d'Or de Literatura i Assaig l'any 1967, i el Premi Ramon Llull de novel·la l'any 1969. L'any 1967, començà a treballar en la novel·la Mirall trencat, que anys després convertiria en una de les obres més reeixides de l'autora. Mirall trencat fou fruit de la reelaboració de l'obra teatral Un dia que no havia pogut estrenar. També publicà dues obres: Jardí vora el mar i un recull de contes titulat La meva Cristina i altres contes.
De 1970 endavant la seva obra començà a ser traduïda a altres idiomes, encara que la seva primera obra traduïda fou La plaza del Diamante en castellà l'any 1965. L'any 1971, s'accentuà el seu sentiment d'exili amb la mort a l'Hospital de la Universitat de Viena del seu company de molts anys, Armand Obiols. Aquest fet, juntament amb el descobriment d'una altra amant d'Obiols, la deixà encara més sola i decaiguda per terres suïsses. Durant aquests dies, escrigué un petit carnet colpidor sobre els durs dies que passà a l'hospital; actualment, aquest carnet es conserva a l'arxiu de l'IEC. En conseqüència, després del retrobament d'unes amigues del temps de la Guerra Civil, decidí d'establir-se a partir de 1972 al xalet de Carme Manrubia a Romanyà de la Selva, sense deixar de sojornar a Ginebra, per bé que cada cop més esporàdicament.

### Romanyà de la Selva (1972-1983)

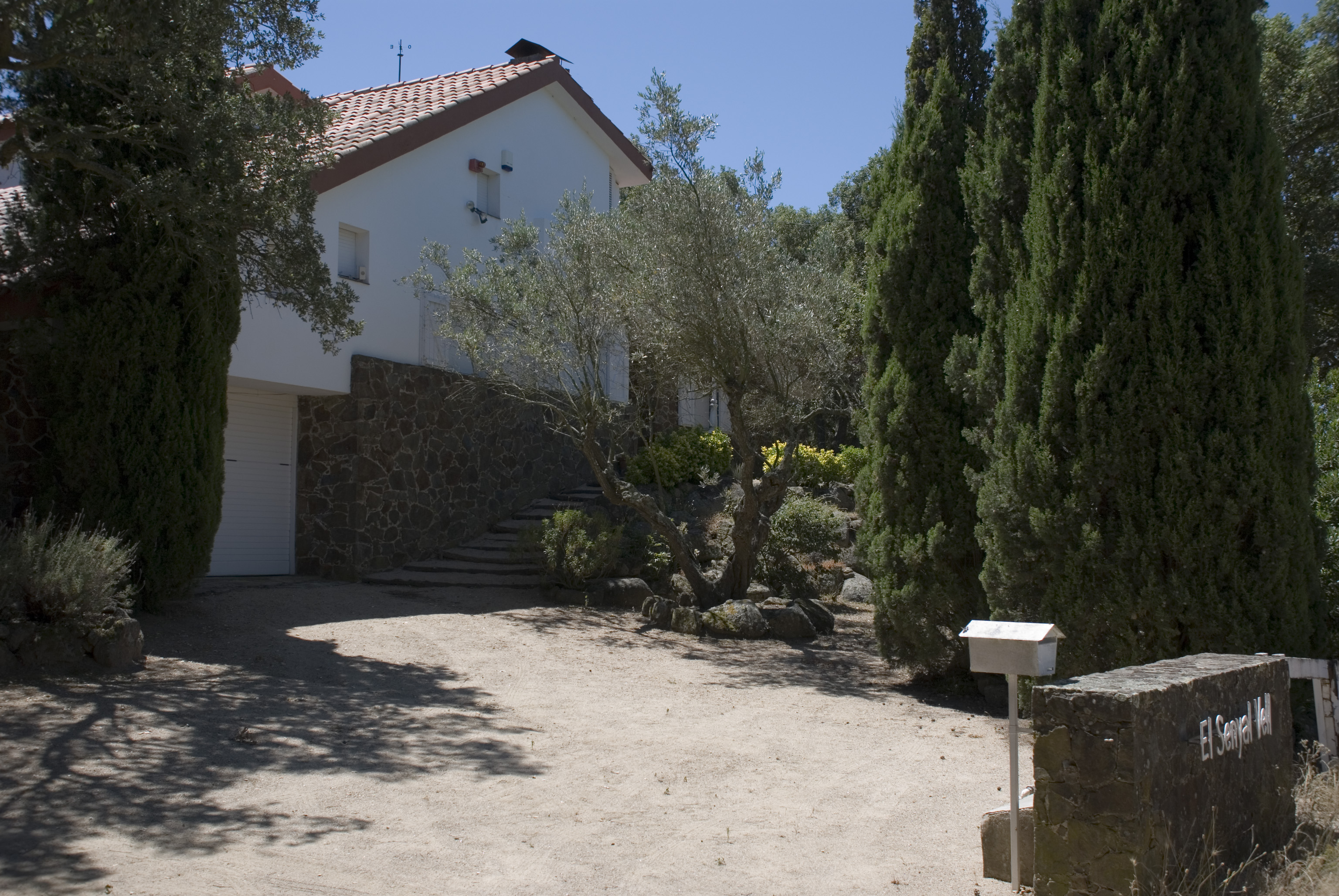
El senyal vell.

L'any 1972, passà l'estiu a El Senyal —actualment anomenat El Senyal Vell— de Romanyà de la Selva, que era una casa propietat de la seva amiga Carme Manrubia, tanmateix havia estat ideada per les dues amigues. La seva amistat amb Carme Manrubia venia ja de quan treballaven juntes al Comissariat de propaganda de la Generalitat de Catalunya durant la Guerra Civil espanyola, encara que es distanciaren quan Manrubia i Rodoreda s'exiliaren en països diferents. També participaren en aquest projecte: el fill adoptat de Carme Manrubia, Carlos; la Susina Amat i Esther Floricourt. En aquesta casa hi viurà durant sis anys, fins que l'any 1979 es construí la seva pròpia casa a Romanyà. El nom escollit per les dues amigues per a la casa, El senyal, fa referència a l'estigma de Caín a l'obra Demian de Hermann Hesse.
A casa de Manrubia acabà de completar substancialment la feina d'escriptura de Mirall trencat que ja havia començat a Ginebra anys enrere. Aquesta obra és considerada la més reeixida de la seva producció literària i sortí publicada l'any 1974. També escrigué allà Viatges a uns quants pobles dins de Viatges i flors i la novel·la Quanta, quanta guerra…. Aquests dos llibres foren publicats l'any 1980 i li permeteren guanyar el Premi Ciutat de Barcelona. Aquell mateix any, anà també a la ciutat comtal a fer el pregó de les Festes de la Mercè. També en el mateix any, se li atorgà per la seva trajectòria literària en llengua catalana el Premi d'Honor de les Lletres Catalanes, arribant, així, la seva consagració com a escriptora. L'any 1978, es publicà Semblava de seda i altres contes que era una recull de contes escrits al llarg de la seva vida.
El projecte conjunt entre Mercè Rodoreda i Manrubia fracassà. Mercè Rodoreda es comprà un terreny l'any 1977 en què es feu construir una casa al costat de l'existent; que s'acabaria l'any 1979. Segons Anna Maria Saludes i Amat, aquest abandó de la casa de Manrubia fou causat per la necessitat de Rodoreda de seguir una vida en soledat pròpia del seu caràcter; fruit de la difícil convivència entre ambdues.
L'any 1979, escrigué la seva comèdia teatral El Maniquí que fou estrenada al mateix any per la companyia Bruixes de Dol al Festival Internacional de Teatre de Sitges dirigida per Aracel·li Bruch.
En aquells últims anys de vida, Mercè Rodoreda veurà diversos cops el salt de les seves novel·les a la petita i gran pantalla. Primerament, feu el salt a la televisió la seva novel·la Aloma del director Lluís Pascual l'any 1978. Més tard, feu el salt a la pantalla gran La plaça del Diamant (1982) amb Sílvia Munt en el paper de Colometa i sota la direcció de Francesc Betriu.
L'any 1982, escrigué un recull d'articles biogràfics publicats a Serra d'Or titulats Fitxers d'infantesa. Mercè Rodoreda pertanyé a l'Associació d'Escriptors en Llengua Catalana i fou membre i sòcia d'honor després del seu retorn a Catalunya.

#### Mort

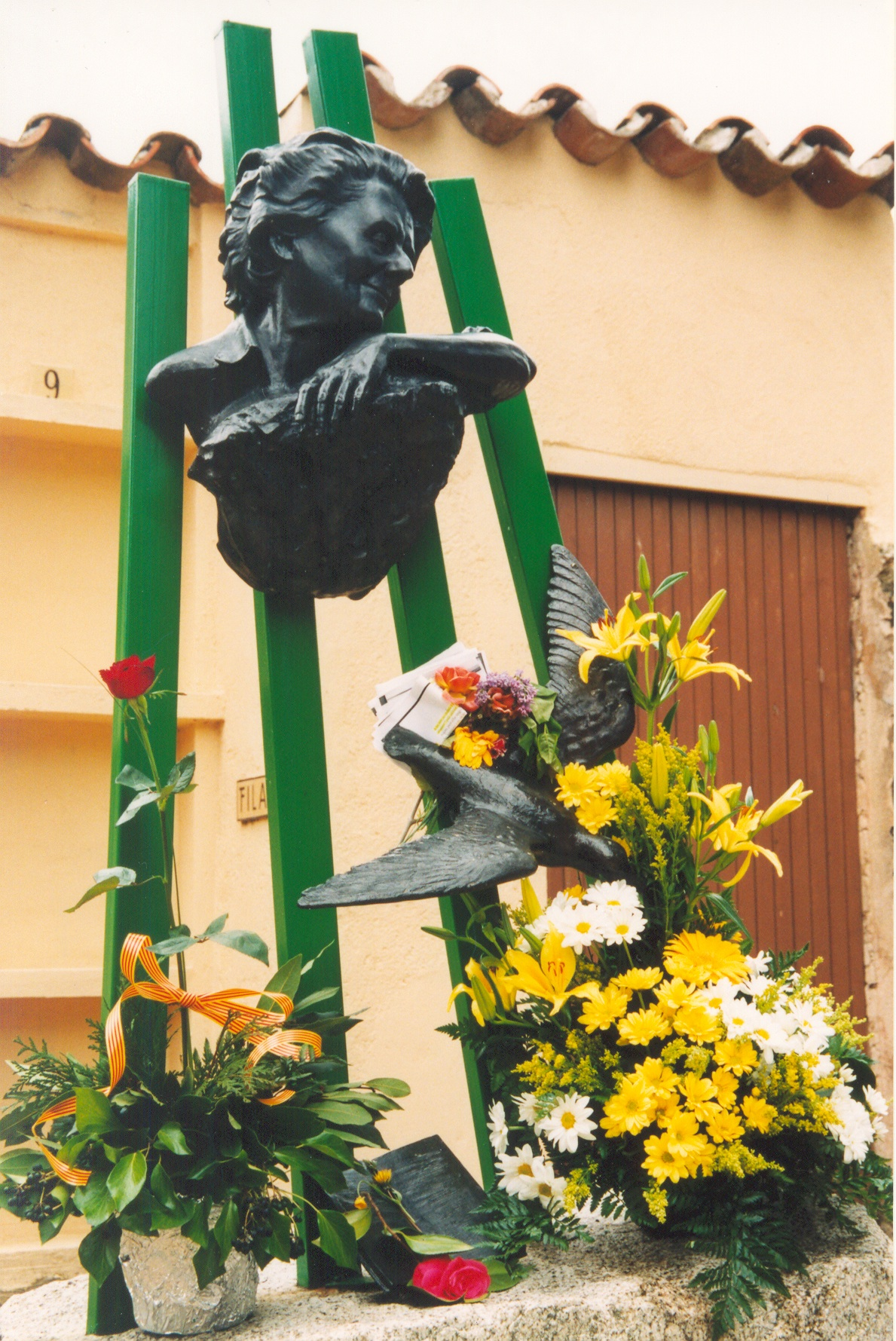
Tomba de Mercè Rodoreda al cementiri de Romanyà.

A dos quarts de dues de la tarda del 13 d'abril de 1983, mor Mercè Rodoreda i Gurguí a la Clínica Muñoz, avui desapareguda, de la ciutat de Girona producte d'un càncer de fetge molt avançat. Durant els seus últims dies, en què es trobava ja ingressada a l'hospital de Girona, Mercè Rodoreda es reconcilià amb els membres de la seva família després que fossin avisats per Joan Sales. Segons explica l'amiga íntima de Rodoreda, Isabel Parés, quan diagnosticaren el càncer a Rodoreda, l'autora s'enfonsà i no volgué lluitar per poder viure:
| «                                        | La mort va fugir pel cor i quan ja no vaig tenir la mort a dintre em vaig morir. | » |
| — Mercè Rodoreda, La mort i la primavera |                                                                                  |   |

La capella ardent fou instal·lada al Palau Solterra del departament de Cultura de la Generalitat i, fent cas a la seva voluntat, Rodoreda fou enterrada al cementiri de Romanyà de la Selva en un enterrament multitudinari al qual assistiren molts companys de professió i d'altres personalitats del moment. El seu llegat intel·lectual fou donat en herència a l'Institut d'Estudis Catalans que anys després, creà la Fundació Mercè Rodoreda.
| «                                                   | Estimat, aquestes coses són la vida. | » |
| — Mercè Rodoreda, Pròleg de la La plaça del Diamant |                                      |   |

## Narrativa

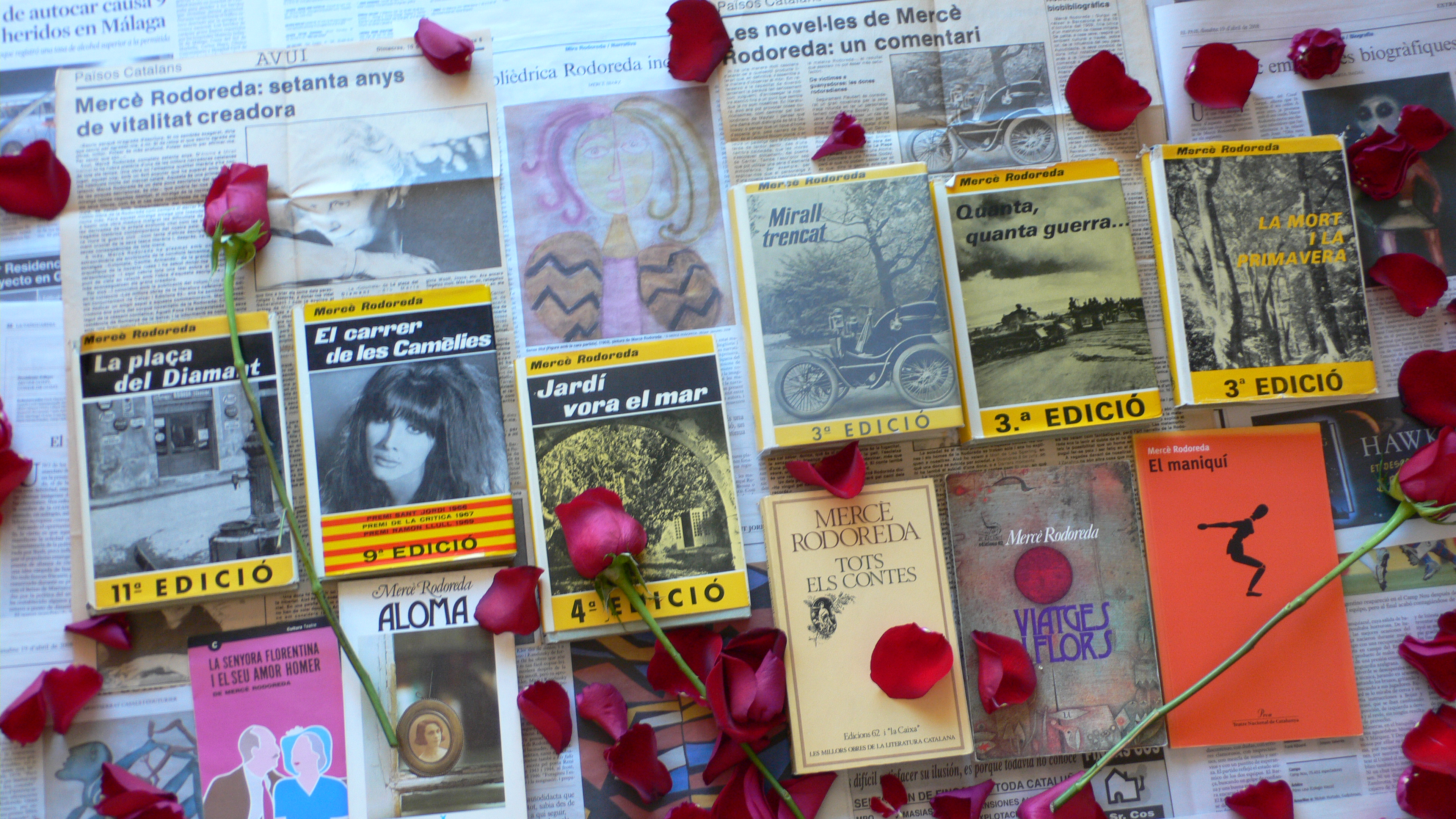
Recull del principal corpus narratiu de l'autora.

La narrativa fou el camp literari per excel·lència de l'autora i pel qual és àmpliament coneguda. A l'hora de classificar el corpus narratiu de Rodoreda existeix una disparitat de criteris, encara que principalment es divideix segons les etapes de la vida de l'autora, segons el contingut (psicològico-realistes o mítico-simbòliques) o segons els personatges principals (adolescència, joventut, maduresa, vellesa-mort). Majoritàriament, s'opta per dividir les seves obres en tres etapes cronològiques i, separadament, un quart grup on s'inclouen les dues narracions pòstumes, Isabel i Maria i La mort i la primavera. Les tres etapes serien les obres d'abans de la guerra (1932-1938), on hi ha les quatre primeres obres de Rodoreda i la primera versió d'Aloma; les obres entre l'exili i el retorn del mateix (1958-1974), on hi ha el gruix narratiu rodoredià que va des de la publicació de Vint-i-dos contes fins a Mirall trencat, i després del retorn, on hi ha Semblava de seda i altres contes Viatges i flors i Quanta, quanta guerra...
| «                                       | Una novel·la es fa amb una gran quantitat d'intuïcions, amb una certa quantitat d'imponderables, amb agonies i amb resurreccions de l'ànima, amb exaltacions, amb desenganys, amb reserves de memòria involuntària... tota una alquímia. Una novel·la és, també, un acte màgic. Reflecteix el que l'autor porta a dintre sense que gairebé sàpiga que va carregat amb tant de llast. | » |
| — Mercè Rodoreda, Pròleg Mirall Trencat | |   |

### Influències
L'obra de Rodoreda és el fruit de l'evolució personal i literària de l'autora. S'aprecien sobretot influències de Marcel Proust, Joan Sales, Armand Obiols, Virginia Woolf, Thomas Mann, Víctor Català, Josep Carner i del Liceu Dalmau. Encara que es pot trobar l'empremta dels diferents autors al llarg de tota la seva obra literària, és en les seves primeres obres, quan buscava el seu estil propi, on aquesta influència és més latent. Per exemple, a Del que hom no pot fugir la protagonista està clarament inspirada en el personatge Jacobé de l'obra homònima de l'autor gironí Joaquim Ruyra.
La influència que exerciren tant Armand Obiols com Joan Sales és present tant en les seves obres com en la correspondència de mestratge que mantenien entre ells. Armand Obiols, parella sentimental durant molts anys, prengué el paper de conseller i lector crític en l'arranjament de les seves novel·les entre 1939 i el 1971, i la influí principalment en l'organització i en l'estructuració d'alguna de les peces més conegudes de l'autora. Obiols igualment li acostà les novetats bibliogràfiques del moment i les seves pròpies preferències, que també acabaren influint-la, com André Gide i Jean-Paul Sartre. En les primeres obres, la influència del Grup de Sabadell, del qual Obiols formava part, provocà un apropament a l'espai urbà i la crítica social; Un dia en la vida d'un home és un bon exponent d'aquesta nova manera de fer literatura. Tant el valor d'universalitat de La Plaça del Diamant com de l'estructuració i coherència a l'hora de crear les complexes relacions entre els personatges de Mirall trencat, foren reforçats pels consells d'Armand Obiols. Encara que en menor mesura, la petja de Joan Sales també és destacable, car fou l'editor principal dels seus treballs des de La plaça del Diamant i alhora prengué el paper d'assessor literari. Joan Sales, a través del seu assessorament sobre aspectes lingüístic i estilístics, influí i ajudà en l'evolució i la millora de l'estil rodoredià. Nogensmenys, l'evolució final de les seves obres venien marcades per la decisió presa per l'autora, i tal com apunta Anna M. Saludes aquests consells i recomanacions dels dos escriptors no eren sempre acceptats per Rodoreda.

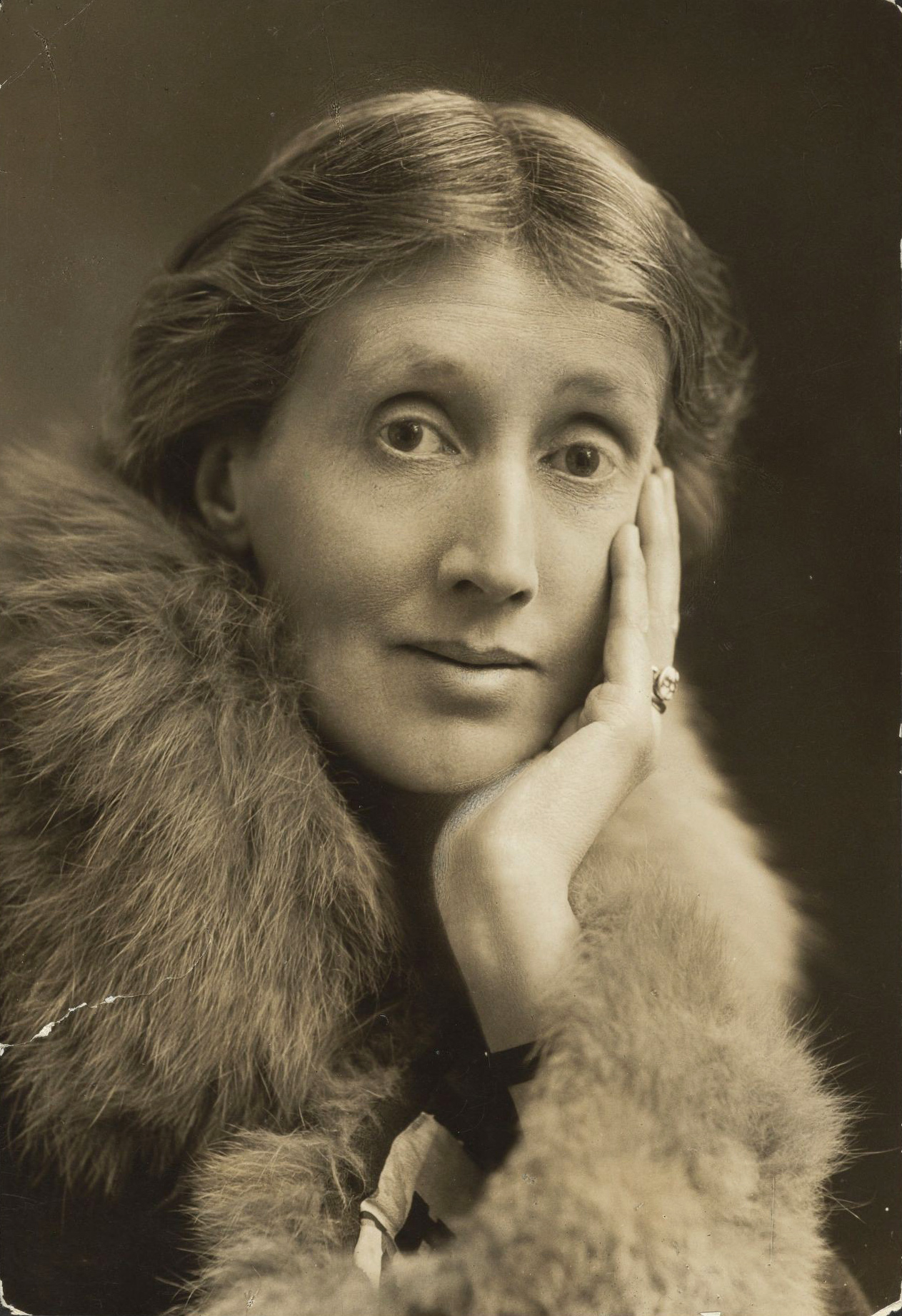
Virginia Woolf.

La influència dels escriptors psicologistes europeus, especialment de Virginia Woolf, Marcel Proust i Thomas Mann, és present en tot el corpus narratiu de l'autor exceptuant les obres mítico-simbòliques de l'última etapa de la seva vida. L'obra de Mercè Rodoreda ha estat comparada, pel seu estil i la seva capacitat de descripció, amb la de l'escriptora Virginia Woolf, a qui admirava. Un d'aquests paral·lelismes podria ser la passivitat de les protagonistes femenines més representatives, com Natàlia (La plaça del Diamant), Cecília (El carrer de les Camèlies) o Teresa Goday (Mirall trencat), davant la impossibilitat de canviar els esdeveniments marcats per l'avanç del temps cronològic. La petja proustiana és present en l'estructuració de les obres de Rodoreda, puix que el temps avança impassible i el passat ho pren tot al seu pas. El record d'un temps anterior, convertit en angoixa, es transforma en un símbol negatiu en els protagonistes a causa de la impossibilitat de recuperar el «temps perdut». Rodoreda seguirà d'aquest autor l'ús del record com l'actualitzador d'un temps anterior. Un altre tret que comparteixen és la necessitat del record i del secret en el desenvolupament de la narració. En la novel·la psicològica d'ambdós autors es presenta l'esperança del futur, en què l'anhel del futur representa la superació del present i del passat agònic. Rodoreda seguirà d'aquests autors, l'ús del record com l'actualitzador d'un temps anterior. Tanmateix, en les últimes obres Rodoreda intentarà fugir de l'evolució natural de les coses a través de la creació d'universos ficticis amb un temps i un espai diferent on és possible controlar el pas del temps. L'empremta més visible Thomas Mann en les narracions rodoredianes és la universalització descriptiva a través de la inexactitud cronològica que facilita, així, la fluïdesa i naturalitat.
L'empremta de Caterina Albert, més coneguda sota el nom de Víctor Català, és molt present sobretot en les primeres obres creatives de Mercè Rodoreda —publicacions entre 1932 i 1938—, especialment influenciades per la novel·la Solitud. Nogensmenys, es poden trobar també alguns paral·lelismes en les obres posteriors als anys trenta. A tall d'exemple, el conte Carnaval de Rodoreda recorda a l'obra Carnestoltes de Víctor Català o alguns elements de La mort i la primavera recorden a l'obra Solitud de l'empordanesa. Rodoreda havia llegit alguna de les obres de Caterina Albert de les quals n'extragué diversos recursos expressius, com la fal·làcia patètica, i diverses imatges simbòliques, com alguns elements de la natura. En una comparativa d'algunes obres d'ambdues escriptores es troben paral·lelismes en la construcció de les trames, en la constitució dels personatges i àdhuc en la temàtica.
| «                        | I em fa pensar en Víctor Català la manera com vós us parleu en diàleg personal, i la forma com us expresseu en els vostres personatges. | » |
| — Delfí Dalmau, Polèmica | |   |

L’obra de Mercè Rodoreda, en la seva primera etapa és fortament influenciada per la narrativa moderna «d’endinsar-se en la intimitat dels seus personatges» (Arnau, 1998, 216) i també per la realitat i, inclús, en alguns d’aquests contes «s’emmiralla l’exili» que va patir l’autora (Ibíd, 1998, 219) com és el cas d’«Orleans tres quilòmetres», en altres contes Rodoreda explica la vida d’amics i familiars o persones que coneix directament o indirectament. En el seu segon recull de contes, Rodoreda aconsegueix un allunyament de la realitat per apropar-se més a la fantasia. Rodoreda, va manifestar que va ser a causa d’una decepció profunda sense especificar quina, va començar a escriure contes més fantàstics. Segons Arnau, Rodoreda, empra l’element fantàstic amb uns personatges que acostumen a viure al marge de la realitat quotidiana i inclús en la soledat extrema que crearà personatges marginats «l’origen dels quals acostuma a ser una obsessió» (Ibíd, 1998, 229) i els quals se senten dins d’un món estrany que els desemboca a viure històries fantàstiques de follia o bruixeria. La mort és un altre tema que Rodoreda empra per a representar les inquietuds i pors que habiten l’ànima humana i que l’ajuden a crear un ambient fantàstic dins dels seus contes.
En el conte «El mar» dins «la meva cristina i altres contes» Dos homes s’hi troben i parlen sobre la vida tot fent servir el mar com a punt de connexió per a explicar les seves inquietuds. El personatge alt i ben plantat sent preferència pel mar mentre que l’altre amb aspecte malaltís sent atracció pels portaavions, tot amb tot, els dos temes són una metàfora de les seves personalitats, l’alt de més tranquil·la i l’amic de més inquieta, tots dos s’asseguen en un banc al costat d’una dona que li dona menjar a una cadernera que té dins una gàbia. El diàleg entre els dos amics podríem catalogar-lo d’obsessiu, l’un amb el mar i l’altre amb els successos bèl·lics, la dona amb la gàbia que explica l’aparició del seu marit com si fos un fantasma també la podríem qualificar de follia. Segons Arnau, Rodoreda empra la flama i la por com a elements fantàstics, «una figura fantasma a dins d’un llençol que li venia balder i que es movia com la flama d’una espelma amb el vent» (Rodoreda, 2020, 33). En el conte de Rodoreda, els dos homes observen passivament el patiment que explica la dona i l’infortuni dels dos nens perduts «Miri, que la mare dels nens ensenyi el que vulgui. Tant se me'n dóna.» (Ibíd, 2020, 39), aquest comportament de l’heroi excèntric que veu com espectador el patiment dels altres, segons Freud, és degut al fet que el Jo del poeta també es conforma en ser un espectador.
Tot amb tot, la Mercè Rodoreda empra els trets fantàstics sobretot en l’obra «La meva Cristina» i s’allunya de la narració més autobiogràfica. Rodoreda es submergeix en les profunditats de l’ànima humana, en la solitud, en la manca d’afecte, en l’objectivació, en la por, les culpes, les obsessions, les guerres. El que hi ha d’amagat darrere d’aquests elements potser, tal com diu Arnau, «hi ha una experiència de la vida, una visió del món, una visió, aquí, des de la soledat» (Arnau, 1998, 238). Llavors, seguint la línia de Freud, aquests personatges passius, excèntrics són una necessitat de l’autora per a cercar el plaer? Un plaer d’allunyar-se del món perquè aquest li ha fet mal? Freud diu que darrere de les narracions l’autor cerca el plaer d’allò que no ha pogut aconseguir en la seva vida real, que després es manifesta durant el somni, i que s’oculta amb la condensació i desplaçament. També l’obra rodoreriana sembla un «jeroglífic» de paraules i situacions condensades i desplaçades per censurar allò que pateix l’autora, i que tal com ella mateixa va manifestar, va ser aquella decepció el que hi ha darrere de les seves fantasies.

### Simbolisme
El simbolisme és un recurs literari molt comú en les obres de Mercè Rodoreda, especialment en la seva obra narrativa. En farà ús per expressar els constants pensaments interiors dels seus personatges; Rodoreda aconsegueix transformar al lector en un confident involuntari que viu l'angoixa i agonia dels personatges amb només la paraula, els símbols i les imatges. Els referents de la realitat que utilitzà en els seus símbols provenen de la seva imaginació a partir dels seus coneixements culturals adquirits al llarg de la seva vida, en alguns casos, de l'imaginari català com és el cas de les Encantades. Sense abandonar aquests referents, crea un llenguatge simbòlic que pugui ser interpretat pel lector sense gaires dificultats i presenta un alt grau de fabulació en moltes de les seves obres, especialment en les seves últimes obres com Viatges i flors. Segons Pere Gimferrer a Dietari 1979-80, fruit de la recerca d'una perfecció tant formal com lingüística, Rodoreda tingué una cura meticulosa a l'hora de fer ús d'imatges i símbols conceptuals.
| «                             | Possiblement gràcies a buscar la musicalitat en la poesia, Mercè Rodoreda aprendrà a buscar la musicalitat dels mots, el ritme com encantador que serà característic de la seua prosa. […] i la poeticitat la trobarà dins la més estricta quotidianitat, o dins universos imaginaris, profundament personals. | » |
| — Carme Arnau, Mercè Rodoreda | |   |

### La dona
L'obra literària de Mercè Rodoreda es caracteritza per l'ús de personatges principals femenins en les seves novel·les, exceptuant Un dia de la vida d'un home i Quanta, quanta guerra…. Aquest fet provocà que erròniament s'associés a Rodoreda amb el moviment feminista, encara que Rodoreda en diverses entrevistes ho desmentí.
| «                                            | Jo crec que el feminisme és com un xarampió. A l'època de les sufragistes tenia un sentit, però a l'època actual, que tothom fa el que vol, trobo que no té sentit el feminisme. | » |
| — Mercè Rodoreda, Entrevista a La Vanguardia | |   |

Al llarg de la seva obra presentà un gran ventall de dones pertanyents a diferents estaments socials, edats o nivells culturals, a qui en alguns casos donarà veu pròpia a través de l'ús de l'autodiegesi o l'homodiegesi i el monòleg interior el qual és molt característic de l'autora. La soledat i la incomunicació, característiques de les dones rodoredianes, coajuden a la introspecció i al desenvolupament del món interior.
Els personatges protagonistes femenins, a part d'estar condicionats per la problemàtica de la maternitat, també es troben sotmesos a la problemàtica de l'home, que en molts casos provoca un desig de trobar un espai propi. Com per exemple, el personatge masculí del Quimet a La plaça del Diamant impedeix la realització personal de la Natàlia que es troba sotmesa a la dominació masculina del seu marit i que, fins i tot, li arriba a anul·lar la pròpia identitat imposant-li'n una altra (La Colometa).
Gran part de les dones rodoredianes, per herència de Virginia Woolf, presenten la seva llar com el refugi que els permet aïllar-se de la realitat exterior, que arriba fins a tal punt que sortir a l'exterior de la seva llar familiar els produeix malestar i se senten abandonades. Tant la casa com el jardí en alguns casos, com a l'obra Aloma, es converteixen en un símbol obsessiu que representa la mare que les protegeix en excés del món exterior.

### Els àngels
Segons explicà Mercè Rodoreda en el pròleg de Mirall trencat, els àngels apareixen curiosament en bona part de les seves obres de manera involuntària. Ens recorda que el seu avi li explicà que ella tenia un àngel de la guarda del qual se n'acabà enamorant. Segons ens explica, podria ser que fos producte d'aquest record el que l'induís a fer aparèixer àngels en les seves obres sense tenir-ne consciència. Fins que escrigué El carrer de les Camèlies amb Cecília Ce no se n'adonà. Tanmateix, a partir d'aquell moment tota presència d'àngels en les seves obres posteriors apareix per voluntat de l'autora. La Plaça del Diamant, Mirall trencat o Semblava de Seda són exemples d'obres en què es poden trobar la presència d'aquests ens divins.
| «                                                      | I damunt de les veus que venien de lluny i no s'entenia què deien, es va aixecar un cant d'àngels, però un cant d'àngels enrabiats que renyaven la gent i els explicaven que estaven davant de les ànimes de tots els soldats morts a la guerra i el cant deia que miressin el mal que s'havia fet perquè tots resessin per acabar amb el mal. | » |
| — Mercè Rodoreda, Capítol XXXV de La plaça del Diamant | |   |

## Poesia
L'obra poètica de Mercè Rodoreda es concentrà principalment entre els anys cinquanta i els seixanta, fins que l'abandonà per dedicar-se plenament en la creació novel·lística. Aquesta creació poètica havia passat quasi desapercebuda, tot i haver rebut diversos premis, i ha estat pòstumament quan s'ha descobert aquest gruix important de poemes que, segons els experts, són equiparables qualitativament amb altres poetes de l'època. Josep Carner fou com un mestre per a Rodoreda i es convertí en una figura clau en la creació poètica rodorediana, ja que s'encarregà ocasionalment de guiar, revisar i fins i tot, adoctrinar les creacions mètriques de la poeta.
La poesia rodorediana es caracteritza per seguir una tradició postsimbolista o neosimbolista molt marcada, que es fa patent en el tractament d'algunes temàtiques i en l'elecció de la iconografia occidental clàssica com per exemple Ofèlia, Judit, Nausica, entre d'altres. Segons Abraham Mohino, la poesia de Rodoreda és molt propera, estilísticament parlant, a algunes creacions de Paul Valéry i també a les percepcions de Rainer Maria Rilke en el tema de la «mort pròpia».
Mercè Rodoreda fou nomenada Mestre en Gai Saber en els Jocs Florals a l'exili, després de guanyar en els anys 1947, 1948 i 1949, però només veié publicats en vida un recull dels seus poemes a la revista literària Els Marges, la qual publicà un petit tast dels sonets de l'autora. No fou fins a l'any 2002, quasi vint anys després de la seva mort, que aquells poemes foren rescatats i publicats en un recull titulat Agonia de Llum. La publicació ofereix cent cinc poemes — 101 sonets i quatre cançons —, dels quals la majoria inèdits. Val a dir que l'any 1999, Nancy L. Bundy publicà una traducció a l'anglès dels poemes escrits a la revista Els Marges, en una revista universitària de Londres. Segons Abraham Mohino, els poemes de Mercè Rodoreda són «densos, hermètics, amb un alt sentit tràgic i molt bells».
Mohino organitzà l'obra poètica de Rodoreda en cinc parts: Món d'Ulisses, Albes i nits, D'amor i de mort, Illa dels lliris vermells i Bestioles. El Món d'Ulisses conté un total de trenta-dos poemes com a resposta a un encàrrec de Carner de fer una recreació de l'Odissea en vers. Es caracteritzen per un sentiment clar d'exili. Albes i nits, format per set poemes, i D'amor i de mort, per vint-i-set, desprenen un sentiment d'angoixa, de pèrdua i d'impossibilitat amorosa. L'Illa dels lliris vermells de dinou poemes i Bestioles de quinze són versos més madurs, breus i d'un caire menys dramàtic que la resta.

## Teatre
L'interès de Rodoreda pel teatre té el seu origen quan, amb tan sols cinc anys, actuà per primer cop en un escenari en el paper de la petita Ketty a l'obra teatral El misteriós Jimmy Samson, al teatre del Torrent de les Flors. Aquest interès possiblement l'heretà dels seus pares, els quals n'eren uns grans afeccionats i que fins i tot havien rebut classes de dramatúrgia. L'amiga íntima de Rodoreda, Anna Murià, explicà en una entrevista que l'entusiasme de Rodoreda pel teatre augmentà durant l'exili.
La temàtica de les seves composicions teatrals és un calc de la seva obra narrativa, basada en les històries d'amor impossibles majoritàriament condemnades al fracàs, que giren al voltant del desencís existencial, la tristesa, el dolor i falsedat. Segons Francesc Massip, una de les poques crítiques que se li poden fer a Mercè Rodoreda en les seves creacions teatrals és la «falta de contacte amb la pràctica teatral» en els seus propis textos, que li haguessin permès revisar «els seus textos dramàtics en un camí d'aprenentatge de les regles d'escena»
L'any 1959, escrigué l'obra teatral Un dia amb la idea de presentar-la al Premi Ignasi Iglésias de teatre, però s'havia deixat de convocar el certamen. En no aconseguir tampoc que s'estrenés en cap teatre, acabà desistint; posteriorment Un dia serviria de base per escriure una de les seves novel·les més conegudes, Mirall trencat, després de reelaborar-la i adaptar-la en novel·la. No fou fins després de la seva mort, l'any 1993, que Un dia fou representada als escenaris en una producció de Calixto Bieito dins del Festival Grec, que no tingué gaire èxit; l'any següent es tornà a representar al Mercat de les Flors després d'una revisió dramatúrgica amb millores a partir de la novel·la. Un dia es caracteritza per retrospeccions més pròpies del llenguatge cinematogràfic que del teatral que impedeixen una estructura escènica eficaç.
L'any 1973, escrigué La senyora Florentina i el seu amor Homer que consistia en una història de caràcter clàssic on sobresurten les veus femenines característiques de l'autora. Tanmateix, ja l'any 1967 Rodoreda tenia escrit el monòleg de la serventa Zerafina, puix que es publicà dins dels contes de La meva Cristina. Mario Gas fou l'encarregat de dur la peça teatral l'any 1993 al Teatre Romea que comptà amb l'actriu Rosa Novell en el paper de protagonista.
L'única obra teatral publicada en vida de Rodoreda fou el relat d'amor El parc de les magnòlies i fou a la revista Els Marges l'any 1976 com també a Semblava de seda (1979). En el Teatre Prado dins de la programació del XII Festival Internacional de Teatre de Sitges de 1979, s'estrenà la comèdia romàntica de L'hostal de les tres Camèlies que es convertí en l'única peça pròpia que l'autora veié representada als escenaris.
El maniquí 1 i El maniquí 2 foren escrites pels volts de 1979 i eren una representació de teatre de l'absurd que tenien com a protagonista un maniquí (ninot) que portava la veu cantant de l'acció i del deliri dels personatges. El primer que s'estrenà fou l'any 1999 en el Teatre Nacional de Catalunya dirigida per Pere Planella. Segons Francesc Massip, fou l'obra teatral «formalment més innovadora i atrevida».

## Influències clàssiques
En el cas concret de l’obra de Mercè Rodoreda, la recepció dels clàssics sovint és «directa, deliberada i subtilment incardinada en l’alquímia» de la seva escriptura: fonts i tradició clàssiques ressonen en tots els gèneres que va conrear l’autora i es manifesten de manera concreta en episodis, motius, imatges i personatges. Sens dubte els clàssics grecollatins fertilitzen l’obra de Mercè Rodoreda, com queda ben demostrat en els treballs d'altíssim nivell, cal dir-ho, que s’apleguen a Mercè Rodoreda i els clàssics. Referències clàssiques, imatges i personatges que evoquen aquell món que il·lumina el nostre horitzó filosòfic i estètic, s’entreteixeixen en la literatura rodorediana, tant en la seva narrativa com en la seva poesia.
Narra amb fets antics i moderns i així sumen la ironia i la tragèdia; o l’humor i el sarcasme. Això construeix una llengua. La Colometa no seria res si no fos pels mots que la diuen, la fan moure i enraonar, angoixar-se i esperar. De diverses fonts de la paideia grega va beure regularment Rodoreda. Singularment en l’Odissea i aquest relat homèric. Com també es troben algunes fulguracions dels Himnes homèrics i de la Nausica de Maragall. En el pròleg de Mirall trencat, l’autora destaca que un dels temes principals de la seva producció és la metamorfosi, un tema clàssic i ben imaginatiu. Rodoreda rep també molta influència de Plató i el seu pensament de l’univers alhora delicat i repulsiu de La mort i la primavera. Un món que neix d'influències diverses i contrastos, conduïdes per la força imaginativa de Rodoreda i que sembla, tanmateix, una obra que, aparentment, no és tocada. En la producció rodorediana hi ha una gran valoració de l’ascensió, de la puresa del vol i de l’aire, de l'anàbasi, doncs, el nucli de diverses novel·les que és una catàbasi. Aquest és el nucli de La plaça del Diamant també d'El carrer de les Camèlies i, de manera encara més contundent, més explícita, de Quanta, quanta, guerra... Sembla sentir interès per les etimologies i pel sentit profund de les paraules. Els clàssics van ser també objecte d’humor a Sóc una dona honrada?, Estils, Un dia de la vida d’un home i Crim. Així doncs, els autors clàssics deixaran una empremta important en l’imaginari de Rodoreda un imaginari d'una gran riquesa i visualitat.

## Pintura
Mercè Rodoreda s'apropà al camp de la pintura durant un període de la seva vida que anà des dels últims anys que residí a París fins que guanyà el Premi Víctor Català — l'any 1957 —, moment en el qual decidí dedicar-se únicament a l'escriptura. Durant aquest període, Rodoreda intentà en dues ocasions fer una exposició de les seves pintures, encara que en ambdós casos fou en va. El primer intent fou a la tardor de 1953 a la sala Mirador de París i el segon, a la primavera de 1957, ja a Barcelona. La seva principal influència en l'expressió plàstica fou Paul Klee i en menor mesura Joan Miró, Jean Dubuffet, Vassili Kandinski o Pablo Picasso.
Es calcula que Rodoreda arribà a pintar 150 quadres dels quals només una vintena estan en possessió de la Fundació Mercè Rodoreda; i els altres resten repartits entre particulars perquè es vengueren en una exposició que es feu l'any 1991 a Calldetenes on es presentaren 122 obres, adquirides majoritàriament per particulars. Una seixantena d'aquestes cent cinquanta obres les posseeix actualment la família Borràs-Gras. Rodoreda no datava cap dels seus quadres, malgrat que sí que en signava alguns.
L'estil plàstic és molt proper al de la seva obra literària i es caracteritza per la senzillesa. Rodoreda digué que el més senzill és el més difícil d'aconseguir, el més elaborat. Un altre paral·lelisme amb la seva narrativa es presenta en l'interès de Rodoreda pel moviment que s'entreveurà també en alguns dels seus quadres. Es perfila també un interès per omplir tot el quadre.
| «             | La seva pintura és com la seva literatura: procés espiritual, experimentació ètica i estètica, un conjunt d'imatges obertes de bat a bat que no deixen impertèrrita la nostra mirada, que ens toquen. | » |
| — Mercè Ibarz | |   |

Mercè Rodoreda utilitzà la pintura com un mitjà d'expressió quan no podia expressar-ho a través de la novel·la llarga i vivia un moment molt dur de la seva vida. Fins i tot, reconegué que si no hagués estat per l'expressió plàstica, s'hauria tirat al riu Sena, puix que li servia d'un espai d'evasió. Tanmateix, també ho feu per guanyar uns diners extres quan se li acabà la feina de modista.
En les seves pintures en paper canson hi ha aquarel·les, aiguades i collages, que fa palesa d'una pobra varietat de tècniques plàstiques. Seguint els models de postguerra europeus, marcats per les dues guerres mundials i la Guerra Freda, les seves obres tenien un caràcter paròdic, grotesc, ambigu, cruel i fragmentat.
Entre les seves pintures, hi ha un collage fet amb retalls de les llistes de morts als camps d'extermini o en un altre, hi feu aparèixer el conegut cavall sicilià amb el qual Rodoreda amenaçava a Carme Murià que hi tornaria per deixar empremta amb la seva obra, quan estava vivint un dels seus pitjors moments a l'exili a França.
L'any 2023, el Museu Nacional d'Art de Catalunya va incloure obra pictòria de Mercè Rodoreda a l'exposició temporal Quina humanitat? La figura humana després de la guerra (1940-1966).

## Publicacions pòstumes
El reconeixement literari a la figura de Mercè Rodoreda li arribà poc abans de la seva mort en guanyar al Premi d'Honor de les Lletres Catalanes de 1980, tanmateix, ha estat reconeguda i valorada encara més a partir de la seva mort. Rodoreda fou una persona molt reservada i ha estat arran de la seva mort que s'ha descobert que era molt més polièdrica en l'àmbit de les arts del que ella ens deixà entendre.
Pòstumament, s'han publicat dues novel·les de l'autora: la primera, fou l'any 1986 amb La mort i la primavera editada pel Club Editor a Barcelona i la segona, l'any 1991 es publicà Isabel i Maria a València per Edicions Tres i Quatre.
També amb posterioritat a la seva mort, l'any 2002, es publicà un recull de tota la producció poètica rodorediana sota el títol Agonia de Llum, extret del títol del poema XXXVIII del llibre de poesia donat pel seu curador Abraham Mohino i publicat per Angle Editorial. Constant d'un total de cent cinc poemes dividits en cinc parts per poemes tant inèdits com editats ja en revistes amb anterioritat.
Tot el corpus teatral de Rodoreda, exceptuant El parc de les magnòlies, fou publicat pòstumament; un exemple d'aquest fet, fou la publicació l'any 1993 de la seva peça teatral El torrent de les flors, que ensems era el nom del carrer del teatre que Rodoreda s'estrenà com a actriu amb només cinc anys.

## Premis
| Any  | Premi                                                    | Obra premiada                                                      | Ref.    |
| ---- | -------------------------------------------------------- | ------------------------------------------------------------------ | ------- |
| 1934 | Premi del Casino Independent dels Jocs Florals de Lleida | La sireneta i el delfí                                             | [ 23 ]  |
| 1937 | Premi Joan Crexells de narrativa                         | Aloma                                                              | [ 96 ]  |
| 1947 | Jocs Florals de la Llengua Catalana                      | Rosa, Amor novell, Adam a Eva, Ocell i dos sonets més sense títol. | [ 96 ]  |
| 1948 | Jocs Florals de la Llengua Catalana                      | Món d'Ulisses                                                      | [ 96 ]  |
| 1949 | Jocs Florals de la Llengua Catalana                      | Albes i nits (nomenada Mestre en Gai Saber)                        | [ 96 ]  |
| 1956 | Premi d'Assaig Joan Maragall                             | Tres sonets i una cançó                                            | [ 47 ]  |
| 1956 | Premi Joan Santamaria                                    | Carnaval                                                           | [ 96 ]  |
| 1957 | Premi Víctor Català                                      | Vint-i-dos contes                                                  | [ 96 ]  |
| 1965 | Premi Crítica Serra d'Or de novel·la                     | El carrer de les Camèlies                                          | [ 96 ]  |
| 1966 | Premi Sant Jordi                                         | El carrer de les Camèlies                                          | [ 96 ]  |
| 1968 | Premi Crítica Serra d'Or de contes                       | La meva Cristina i altres contes                                   | [ 97 ]  |
| 1969 | Premi Ramon Llull de novel·la                            | El carrer de les Camèlies                                          | [ 96 ]  |
| 1976 | Premi Lletra d'Or                                        | Mirall trencat                                                     | [ 96 ]  |
| 1980 | Premi d'Honor de les Lletres Catalanes                   | Trajectòria literària                                              | [ 96 ]  |
| 1980 | Premi Ciutat de Barcelona de Literatura Catalana         | Viatges i flors                                                    | [ 96 ]  |
| 1981 | Premi Crítica Serra d'Or de prosa                        | Viatges i flors                                                    | [ 98 ]  |
| 1981 | Premi de la Crítica de narrativa catalana                | Viatges i flors                                                    | [ 99 ]  |
| 1982 | Premi Crítica Serra d'Or de novel·la                     | Quanta, quanta guerra...                                           | [ 100 ] |
| 1987 | Premi Crítica Serra d'Or de novel·la                     | La mort i la primavera                                             | [ 101 ] |

## Llegat

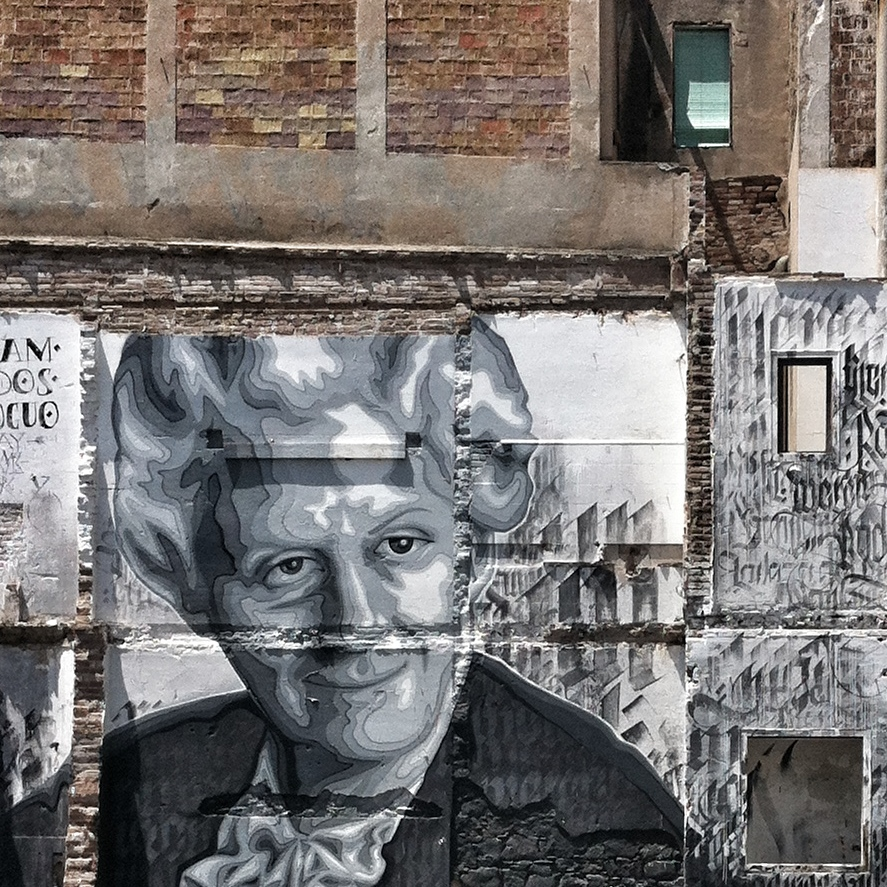
Retrat de Mercè Rodoreda en un mural a Barcelona.

### Adaptacions

#### Audiovisuals
En vida de Mercè Rodoreda, es feren les primeres adaptacions audiovisuals d'alguna de les seves novel·les. L'any 1982, fou portada a la pantalla gran La plaça del Diamant basada en la novel·la de Rodoreda que duu el mateix títol. Amb aquesta pel·lícula, dirigida per Francesc Betriu, Rodoreda rebé una suma de diners que li donà un benestar econòmic suficient per deixar enrere les importants dificultats viscudes durant gran part de la seva vida. L'actriu Sílvia Munt rebé el premi CEC de millor actriu revelació pel seu paper de Colometa a la pel·lícula. Posteriorment, es feu una adaptació per a la pantalla petita.
El 10 d'octubre de 1977 s'emeté per primer cop l'adaptació per a la televisió d'Aloma sota la direcció Lluís Pascual i ja, pòstumament, l'any 2002, es produí la segona i última adaptació televisiva fins al moment d'una obra de Mercè Rodoreda que fou Mirall trencat. Mirall trencat fou una sèrie en català de tretze capítols adaptats per Josep Maria Benet i Jornet i dirigits per Orestes Lara, que foren produïts i emesos per la cadena pública TV3.

#### Teatrals
Dins dels actes de l'any Rodoreda (2008) s'adaptaren tres novel·les de Mercè Rodoreda al teatre. Sota el mateix títol que la novel·la rodorediana, l'obra La plaça del Diamant fou la primera novel·la adaptada al teatre durant l'any Rodoreda. Aquesta s'estrenà el 13 de novembre de 2007 al Teatre Nacional de Catalunya i fou adaptada per Josep Maria Benet i Jornet i dirigida per Toni Casares i que es presentà amb grans dosis d'intensitat poètica i realisme.
La segona adaptació teatral de l'any fou Un dia. Mirall trencat que era la fusió d'una de les seves obres més reeixides, Mirall trencat, amb l'obra teatral de la mateixa autora Un dia. Estrenada al Teatre Borràs amb direcció de Ricard Salvat, comptà amb actors de la talla de Rosa Novell o Enric Majó.
La novel·la Aloma, publicada per primer cop l'any 1938 i reformada l'any 1969, fou la tercera obra de Mercè Rodoreda adaptada al teatre, en aquest cas, en forma de musical. Lluís Alcarazo va escriure'n el text i, aprofitant el fet que l'escriptora en fes dues versions, va posar damunt l'escenari dues Alomes: una de jove, que viu el present, i una altra que es mira l'acció 30 anys després; la música la va escriure Alfonso Vilallonga i, amb la interpretació dels actors de la companyia Dagoll Dagom, s'estrenà a la Sala Gran del Teatre Nacional de Catalunya el 23 d'octubre de 2008.

### Memorials

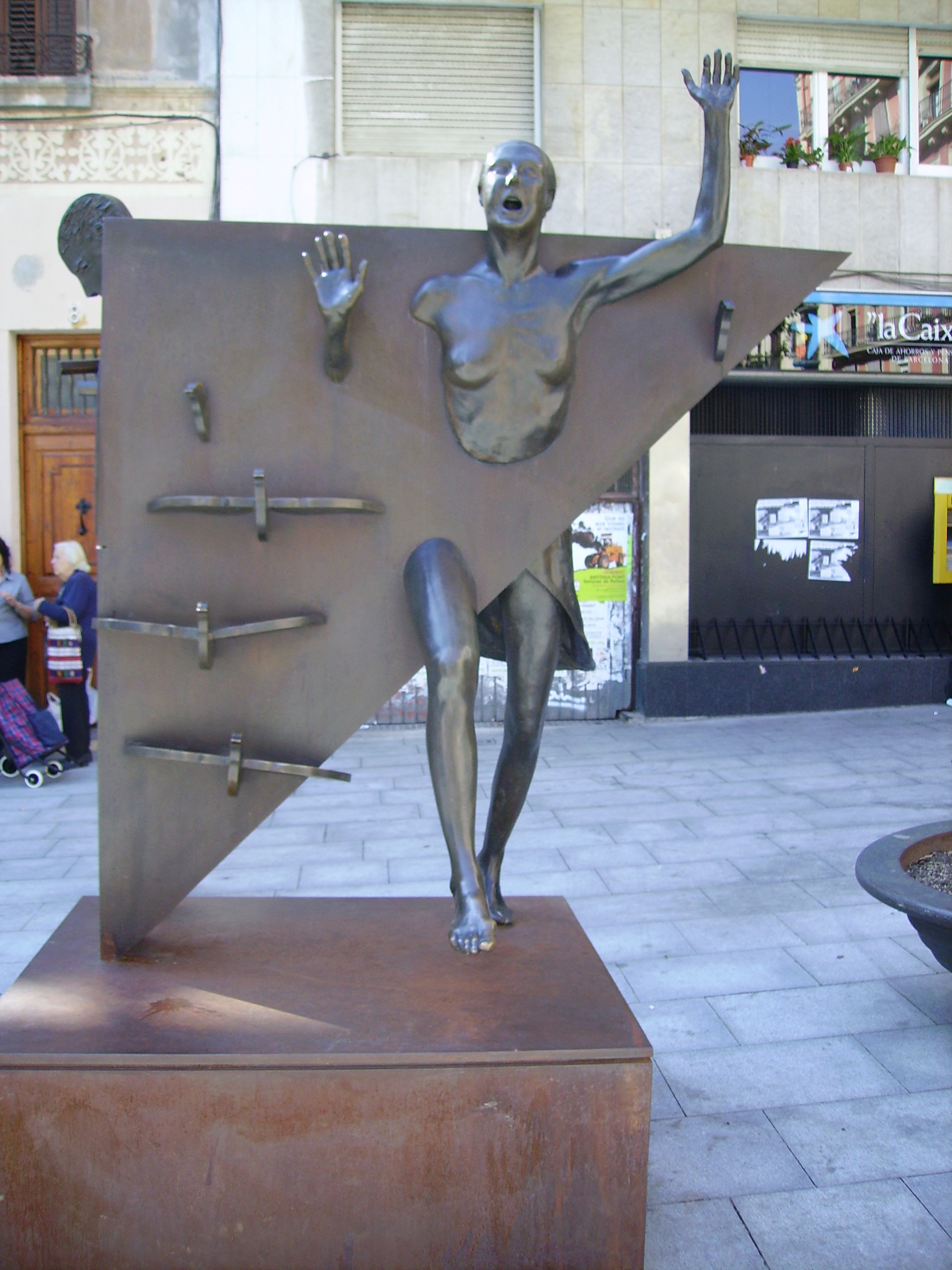
Estàtua La Colometa de Xavier Medina-Campeny.

L'any 1988, l'Institut d'Estudis Catalans, hereu de la propietat intel·lectual de l'autora, va inaugurar el Jardí Mercè Rodoreda a la Casa de Convalescència de l'Antic Hospital de la Santa Creu i Sant Pau, de Barcelona.
Pòstumament, s'han nomenat diversos espais amb el nom de l'escriptora, en record seu. Els Jardins Mercè Rodoreda fou el nom escollit per l'Ajuntament de Barcelona per designar el recinte enjardinat del districte Sarrià - Sant Gervasi entre l'avinguda República Argentina i el carrer La Costa, dins dels actes de l'any Rodoreda.
El 30 d'abril de 2001, s'inaugurà la Biblioteca Pública Mercè Rodoreda al municipi de Platja d'Aro al davant de la històrica Masia Bas del segle xv-xvi. La ciutat de Barcelona, amb el nom de Biblioteca Guinardó Mercè Rodoreda, nomenà la seva biblioteca del districte Horta-Guinardó fruit d'una iniciativa a escala de districte d'adoptar noms de dones significatives en l'àmbit cultural, social o polític, als nous equipaments públics del districte.
A la Plaça del Diamant al barri Vila de Gràcia, que donà nom a una de les obres més conegudes de Mercè Rodoreda, es troba l'estàtua La Colometa, obra de Xavier Medina-Campeny, en homenatge a aquesta novel·la i, en conseqüència, a la seva autora. A més a més, l'any 2008 es col·locà una placa a la plaça en memòria de l'escriptora, Mercè Rodoreda.
Arreu de la geografia dels territoris de parla catalana s'han nomenat desenes de carrers, places i passatges amb el nom de l'escriptora, com, per exemple, a Palma, a Vila-real i a Castelldefels. Existeixen també diverses escoles, principalment CEIP, que duen el nom de l'escriptora Mercè Rodoreda com Martorell, Elx, Hospitalet de Llobregat, Badalona i Nou Barris. Segons la base de dades obertes de noms de carrers de 2021, hi ha més de 125 carrers o places a Catalunya dedicades a aquesta escriptora.

#### Fundació Mercè Rodoreda
La Fundació Mercè Rodoreda és una entitat creada pòstumament per l'Institut d'Estudis Catalans que s'encarrega de preservar els drets intel·lectuals de l'autora, de divulgar la figura i obra de Mercè Rodoreda i d'organitzar els Premis Mercè Rodoreda i els ajuts per a treballs d'investigació. Els Premis Mercè Rodoreda són els guardons atorgats als millors treballs i estudis d'investigació sobre la narrativa catalana del segle xx.

#### Any Rodoreda 1908-2008
L'any 2008, se celebrà l'any Rodoreda per commemorar el centenari del naixement de l'escriptora, organitzat per la Fundació Mercè Rodoreda, l'Institut Ramon Llull, la Institució de les Lletres Catalanes i l'Institut d'Estudis Catalans per tal de donar a conèixer a Mercè Rodoreda i divulgar la seva obra. Els actes es distribuïren per les comarques de les províncies de Girona i Barcelona. Entre aquests actes hi hagué adaptacions teatrals de les novel·les rodoredianes, taules rodones, conferències, exposicions i audiovisuals sobre la vida de l'autora, noves traduccions i edicions d'obres de rodoredianes, entre d'altres. Dins dels actes de l'any Rodoreda destacà el Congrés Internacional Mercè Rodoreda que se celebrà de l'1 al 4 d'octubre a la ciutat de Barcelona on es reuniren un total de 150 especialistes de l'obra l'autora d'arreu del món.
Altres premis
Premi Mercè Rodoreda de contes i narracions
Concurs de narrativa literària Mercè Rodoreda. Ajuntament de Molins de Rei.

## Obra literària

### Narrativa
| Any  | Títol                            | Argument |
| ---- | -------------------------------- | --- |
| 1932 | Sóc una dona honrada?            | És una novel·la psicològica que tracta d'un adulteri potencial que no s'arriba a consumar entre la Teresa, una dona madura casada amb un notari, i un jove passant que ve al poble a treballar per al marit de la dona. Els sentiments dels dos protagonistes els descriu des de les dues perspectives al llarg dels trenta-set capítols, encara que especialment des de la visió de la Teresa. El jove exerceix de seductor implacable que s'enamora com un adolescent, i ella s'enfronta a la feblesa humana que superarà, tot i anhelar-ho, les temptacions d'infidelitat per respecte a la seva unió conjugal. |
| 1934 | Del que hom no pot fugir         | És la biografia d'una jove que manté una relació secreta amb un home madur, que ha exercit de tutor legal de la noia quan quedà òrfena. Ella fuig d'allí, per no perjudicar més la vida del feliç matrimoni. La renúncia a l'adulteri es presenta com un acte antinatural que la portarà a la seva destrucció. La novel·la narra els intents frustrats de repressió dels sentiments i desitjos «del que hom no pot fugir». |
| 1934 | Un dia de la vida d'un home      | Ramon Rampell, el protagonista d'aquesta novel·la, és un home gentil, tímid i influenciable, que és víctima de la seva dona, que sempre l'ha pressionat. Quan l'home ja arriba a vell, i cansat de la rutina, decideix seguir els impulsos amorosos que sent cap a la dona del seu amic. Després de diversos temptejos i visites esporàdiques entre tots dos, es decideixen a consumar l'amor. Aquesta potencial relació adultera no s'arribarà a consumar mai per les inseguretats que neixen en els dos a l'últim moment. Això provoca que ella es faci enrere i deixi en Ramon sol a l'habitació del mueblé. Mort de pena, se'n torna a peu a casa i, sense que ningú s'adoni del que està vivint, Ramon se'n va a dormir. |
| 1936 | Crim                             | Crim és una novel·la policíaca que relata el misteriós cas d'una sabata abandonada i apunyalada en un sopar a casa de l'escriptor Marià Frena. La investigació la duu a terme en un primer moment l'amfitrió, que juntament amb la resta de convidats, viuran una sèrie d'esdeveniments a mesura que avança la investigació i la nit des d'una òptica irònica i sarcàstica. |
| 1938 | Aloma                            | Relata la història d'amor entre una adolescent solitària i idealista, l'Aloma, i el germà de la seva cunyada, en Robert. Eixa relació, que acabarà fracassant, comporta malestar en la familía. Escrita amb narrador omniscient i monòleg interior, ens transporta al complicat món de l'Aloma, que es veurà evocada a acarar el seu futur i el del fill que ve en camí. |
| 1958 | Vint-i-dos contes                | Recull de diferents relats. |
| 1962 | La plaça del Diamant             | És el relat de la vida d'una noia que pateix un procés de pèrdua d'identitat. La novel·la es desenvolupa des de la Segona república espanyola fins als inicis de la Postguerra. La protagonista és la Natàlia, una jove òrfena de mare que coneix en Quimet a l'envelat de la plaça del Diamant durant la Festa Major de Gràcia, amb el qual es casarà un any més tard. En aquell moment, inicia un procés de pèrdua d'identitat en una submissió completa sota el poder d'en Quimet. En aquell moment deixà de ser la Natàlia per convertir-se en la Colometa. |
| 1966 | El carrer de les Camèlies        | Relata la infància i maduresa d'una nena abandonada al carrer de les Camèlies anomenada Cecília Ce. És cuidada per uns pares d'acollida que la trobaren, fins que s'escapa per anar a buscar als seus pares biològics que no coneix. Es mourà pels ambients de la prostitució i de la misèria, i mantindrà diferents relacions amoroses i sexuals, tot reduint la seva vida a fer tombs pels carrers de la ciutat sense rumb. Fins que un dia, complí el seu somni: anar al Liceu com una princesa, però senti que aquell no era el seu món, i desencisada, tornà a la seva pàtria, aquell carrer de les Camèlies que l'havia vist créixer.                                                                                   |
| 1967 | Jardí vora el mar                | Ens relata la vida d'un jardiner que ha treballat per diferents amos benestants en una mateixa torre vora el mar durant sis estius de la seva vida. Des de la visió del sensible jardiner, es relaten històries dels senyors, els seus amics i veïns plenes de sentiment. Tot això, amb un protagonista ocult que és el jardí vora la mar que resguardarà tot un conjunt de flors i símbols. |
| 1967 | La meva Cristina i altres contes | Recull de diferents relats. |
| 1974 | Mirall trencat                   | És el relat de la tràgica vida de tres generacions de la família benestant Valldaura-Farriols de principi del segle xx. La novel·la gira principalment al voltant de la matriarca de la família, Teresa Goday, i posteriorment també de Maria, que pertany a la generació més jove de la família. Tracta el tema de la mort de manera simbòlica, descrivint l'ascens i el declivi dels membres de la família. Ens presenta la història fragmentada i amb múltiples veus com un mirall esbocinat on cada tros de cristall és un moment de la vida dels personatges. |
| 1978 | Semblava de seda i altres contes | Recull de diferents relats. |
| 1979 | Tots els contes                  | Recull de diferents relats. |
| 1980 | Viatges i flors                  | Recull de diferents relats. |
| 1980 | Quanta, quanta guerra...         | L'Adrià Guinart és un jove que, cansat de la seva inexperiència de la vida, decideix anar a veure món i viure aventures amb gent desconeguda, fruit del seu anhel de llibertat. Fuig amb un amic i altres companys al front quan reclamen voluntaris per a la lluita, encara que tornà a fugir sense rumb, aquest cop del front, quan li ho proposen. |
| 1986 | La mort i la primavera           | Novel·la inacabada, el protagonista és un adolescent que viu en una societat cruel, per això la mort es transforma en una deslliurança. L'espai sagrat de la novel·la és el bosc dels morts, on són enterrats. Abans de suïcidar-se el protagonista hi fa una creu, amb claus, que simbolitza Crist, perquè no aconsegueix establir cap mena de contacte amb la vida. |
| 1991 | Isabel i Maria                   | Segona obra pòstuma i també inacabada de Rodoreda, Isabel i Maria explica un triangle amorós entre la Isabel i els germans Joaquim i Lluís. Casada finalment amb el Joaquim, la Maria té una filla d'un dels dos homes. Aquests, decideixen fer un «repartiment just» de les dones que donen títol a la novel·la: el Joaquim es quedarà amb la filla, la Maria, mentre que el Lluís es quedarà amb la Isabel. |

### Teatre
| Any                      | Títol                                     | Argument |
| ------------------------ | ----------------------------------------- | --- |
| 1959 (escrit)            | Un dia                                    | Uns transportistes van buidant una casa abandonada, destinada a la demolició l'endemà. A partir d'objectes que troben, tornen records, imatges vinculats amb els antics habitants. Es presenta la història de tres generacions d'una família, sense un ordre cronològic. És un complicat entramat de relacions, tant d'odi com de un difícil amor, un amor desil·lusionat, incestuós, impossible. Al final de l'obra, l'escena queda buida, evidenciant la desintegració de la casa i del seu passat. |
| 1976 (ed.)               | El parc de les magnòlies                  | L'obra transcorre en una plaça en un parc, a la qual ve Marta per observar al seu marit que dia rere dia queda allí amb la seva amant. Sense que aquests la vegin, Marta segueix les seves cites, però alhora coneix a diversos personatges i a través de les seves històries es presenten diverses formes d'amor, com, per exemple, la fascinació amorosa ingènua i el desengany amorós. |
| 1993 (ed.)               | El torrent de les flors                   | Es un recull d'obres de teatre de Rodoreda que conté els textos: Un dia, La senyora Florentina i el seu amor Homer, L'hostal de les tres Camèlies i El maniquí. |
| 1953 (escrit)            | La senyora Florentina i el seu amor Homer | L'obra transcorre a casa de la senyora Florentina al barri barceloní Sant Gervasi. La dona manté durant vint anys una relació amorosa amb Homer, un home casat. La seva vida s'organitza al voltant es les classes de música que dona i les seves trobades amb les veïnes. Quan mor l'esposa d'Homer, Florentina espera poder arribar a tenir una relació estable amb ell, però li espera un desengany. Tot plegat, es lloa la visió d'una vida d'una dona sola i entre dones soles com una forma de arribar a una tranquil·litat i felicitat. |
| 1979 (escrit)            | El maniquí                                | L'obra transcorre durant l'hivern. Presenta uns personatges marginats, els somnis i fantasies dels quals es desperten a partir del motiu central, que és el maniquí. En el primer acte, tres ancians pobres entren a la barraca amb un maniquí vestit de ballarina. Arran d'aquest impuls, comencen a explicar les seves vides i expressen el seu amor cap al maniquí. Quan un altre captaire es porta al maniquí, tornen a sentir plenament la misèria de la seva pobresa i vellesa. En el segon acte, tres ancianes ordenen roba usada, parlant del seu passat, les seves fantasies i desil·lusions. Quan les porten el maniquí, de nou se senten joves i belles. Al final, les dones treuen la roba del maniquí per posar-se-la, alhora destrossant el maniquí. |
| 1973 (enviat a l'editor) | L'hostal de les tres Camèlies             | L'obra transcorre durant una nit, des del vesprejar fins al clarejar en un hostal de camp. Andreu, el propietari de l'hostal viu amb la seva segona esposa, Magdalena, i la seva mare, que després d'una paràlisi es va quedar sense parla. En l'hostal viu també una criada, Camèlia, que és amant d'Andreu, com totes les anteriors empleades de l'hostal. Magdalena sofreix la situació en silenci, però Camèlia no vol conformar-se amb la seva situació d'amant, volent convertir-se en la propietària de l'hostal, cosa que porta a un conflicte amb un desenllaç tràgic. |

### Llibres
- Cortés Orts, Carles. Les primeres novel·les de Mercè Rodoreda (1932-1936).  Universitat d'Alacant. (Tesi doctoral), 1997 [Consulta: 3 octubre 2008].
- Cortés Orts, Carles. II Jornades d'Estudi, Vida i obra de Caterina Albert i Paradís.  Publicacions de l'Abadia de Montserrat, 2001, p. 203-230. ISBN 8484153916 [Consulta: 3 octubre 2008].
- Cortés Orts, Carles; Contrí Cirerol, Imma. Aproximació a 'Quanta, quanta guerra...' de Mercè Rodoreda.  Librería Compás, 2000, p. 19-20. ISBN 8486776392.
- Cortés Orts, Carles. La superació del pas del temps en els personatges de Mercè Rodoreda (alguns paral·lels amb l'obra de Virginia Woolf, Marcel Proust i Thomas Mann).  Publicacions de l'Abadia de Montserrat, 2002, p. 21. ISBN 9788484153337.
- Hormigón, Juan Antonio. Autoras en la historia del teatro español (1500-1994), vol. 2, Siglo XX (1900-1975).  Madrid: Publicaciones de la Asociación de Directores de Escena de España, 1997.
- Real Mercadal, Neus. Mercè Rodoreda, l'obra de preguerra.  Publicacions de l'Abadia de Montserrat, 2005. ISBN 8484157121.
- Rodoreda, Mercè. Mirall trencat.  Club Editor Jove, 2008. ISBN 9788473291149.
- Murià, Anna. Reflexions de la vellesa.  Publicacions de l'Abadia de Montserrat, 2003, p. 449-452. ISBN 8484154769.
- Arnau, Carme. Mercè Rodoreda.  Barcelona: Edicions 62, 1992 (Pere Vergés de Biografies; 35). ISBN 8429733965.
- Soldevila, Llorenç. Una novel·la són paraules. Introducció a l'obra de Mercè Rodoreda.  Edicions Proa. Eines, 2000. ISBN 8482568027.
- Rodoreda, Mercè. Vint-i-dos contes.  Barcelona: Edicions 62, 1979.

### Articles
- Arnau i Faidella, Carme «Una segona edició «en veu baixa»: 'Vint-i-dos contes', de Mercè Rodoreda». Els Marges, núm.2, 1974 [Consulta: 13 novembre 2008].
- Cortés Orts, Carles «El simbolisme en la narrativa de Mercè Rodoreda». Revista de Catalunya, núm. 96, 1995, p. 95-104. 35524043 [Consulta: 27 febrer 2009].
- Cortés Orts, Carles «La contribució crítica d'Armand Obiols i de Joan Sales en la narrativa de Mercè Rodoreda». Universitat d'Alacant [Consulta: 1r juliol 2009].
- Costa, Joaquím «Article». Revista de Proves [Vic], vol. 3, núm. 111, 5-1992, pàg. 23-40.
- Ibarz, Mercè «La pintura com a taller literari». El País, Extra de Sant Jordi, 19-04-2008, pàg. 7.
- Massip, Francesc «El teatre de Mercè Rodoreda». Serra d'Or, núm. 577, 1-2008, pàg. 29-32.
- Moliner, María «Una reflexión acerca de la psiqué de la mujer comtemporánea a través de la voz femenina en la literatura: las mujeres de Mercé Rodoreda». Asparkía: iner, núm 4, 1994 [Consulta: 7 gener 2009].
- Mohino i Balet, Abraham «La poesia de Mercè Rodoreda: terra de fretura, terra de promissió». Serra d'Or, núm. 577, 1-2008, pàg. 24-28.
- Oller, Dolors «L'entrevista que mai no va sortir». La Vanguardia, 1991. Arxivat de l'original el 2013-10-17 [Consulta: 1r desembre 2008].
- Porta Espluga, Roser «Les primeres novel·les de Mercè Rodoreda. Antisentimentalisme i humor». Serra d'Or, núm. 577, 1-2008, pàg. 15-19.
- Real Mercadal, Neus «L'exili francès: París». Revista de Girona, núm.247, 2008 [Consulta: 28 octubre 2008].
- Riera, Ana. Catalanes universals. Barcelona: L'Arca, 2018. ISBN 9788494836442
- Vilallonga, Mariàngela «L'eclosió literària Ginebra». Revista de Girona, núm.247, 2008 [Consulta: 9 novembre 2008].
- Vilallonga, Borja «El recer celest a Romanyà». Revista de Girona, núm.247, 2008 [Consulta: 23 novembre 2008].
- Arnau, C. [Carme]. (1998). «Mercè Rodoreda, contista (1933-1974). Una aproximació a la seva evolució i influències». Actes del primer Simposi Internacional de Narrativa Breu, a cura de V. Alonso, A. Bernal i C. Gregori, València: Institut Interuniversitari de Filologia Valenciana; Barcelona: Publicacions de l'Abadia de Montserrat, 215-239.
- Freud, Sigmund; Murgades, Josep «El poeta i el fantasieig». Els Marges: revista de llengua i literatura, 27-29, 1984, p. 17-23. ISSN: 0210-0452.
- Freud, Sigmund; Leita, Joan (traductor) «L’elaboració del somni.». La interpretació dels somnis. Empúries [Barcelona], 1984, p. 9-41.
- Rodoreda, Mercè «El mar. A Rodoreda, M. [Mercè].». La meva Cristina i altres contes. Edicions 62 [Barcelona], 2020, p. 21-41. ISBN 978-84-297-7835-9.